# Innsbruck
Innsbruck (tiếng Đức: [ˈɪnsbʁʊk], /ˈɪnʃprʊk/) là thủ phủ của bang Tirol miền tây nước Áo và là thành phố lớn thứ năm ở Áo. Thành phố này nằm ở vùng sông Inn giao với thung lũng Wipptal (sông Sill), nơi có lối đi đến đèo Brenner 30 km (18,6 dặm) về phía nam. Nó nằm giữa đường từ München (Đức) đi Verona (Ý). Dân số vào năm 2018 là 132.493 người.
Trong thung lũng rộng lớn giữa những ngọn núi cao của Chuỗi phía Bắc trên dãy núi Karwendel Alps (Hafelekarspitze, 2.334 mét hay 7.657 foot) về phía bắc, Patscherkofel (2.246 m hay 7.369 ft) và Serles (2.718 m hay 8.917 ft) về phía nam, Innsbruck là trung tâm thể thao mùa đông nổi tiếng quốc tế; nó đã tổ chức Thế vận hội Mùa đông 1964 và 1976 cũng như Thế vận hội Mùa đông dành cho người khuyến tật 1984 và 1988. Nó cũng là nơi tổ chức Thế vận hội Trẻ đầu tiên vào năm 2012. Từ bruck ở đây bắt nguồn từ Brücke trong tiếng Đức nghĩa là "cây cầu", Innsbruck có nghĩa là "cầu bắc qua sông Inn".

## Lịch sử
Những dấu vết sớm nhất cho thấy đây là nơi có người sinh sống là vào đầu thời kỳ đồ đá. Những địa danh thời La Mã cổ đại còn tồn tại cho thấy khu vực này đã có dân cư liên tục. Vào thế kỷ thứ 4, người La Mã đã thành lập đồn đóng quân Veldidena (tên còn tồn tại ở quận Wilten ngày nay) tại Oenipons (Innsbruck) để bảo vệ tuyến đường thương mại quan trọng Verona-Brenner-Augsburg ở tỉnh Raetia của họ.
Innsbruck bắt nguồn từ cái tên Oeni Pontum hoặc Oeni Pons trong tiếng Latinh có nghĩa là cây cầu (pons) bắc qua sông Inn (Oenus), là một điểm giao nhau quan trọng qua sông Inn. Bá tước Andechs sở hữu thị trấn vào năm 1180. Năm 1248, thị trấn được chuyển vào tay Bá tước Tirol. Các huy hiệu của thành phố cho thấy toàn cảnh nhìn từ trên xuống của cây cầu Inn, một thiết kế được sử dụng từ năm 1267. Tuyến đường qua đèo Brenner khi đó là tuyến đường giao thông và liên lạc chính giữa phía bắc và phía nam của châu Âu và là tuyến đường dễ dàng nhất qua dãy Alps. Nó là một phần của Via Imperii, một con đường đế quốc thời trung cổ dưới sự bảo vệ đặc biệt của nhà vua. Doanh thu được tạo ra từ việc làm trạm trung chuyển trên tuyến đường này đã giúp thành phố phát triển mạnh mẽ.

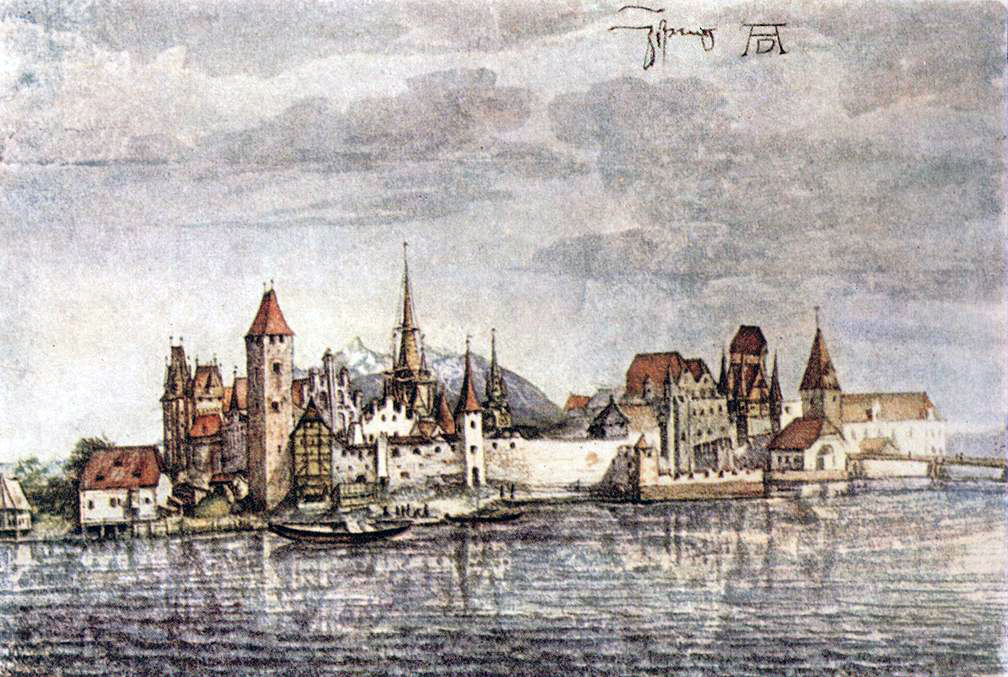
Quang cảnh Innsbruck của Albrecht Dürer, 1495

Innsbruck trở thành thủ phủ của Tirol vào năm 1429 và vào thế kỷ 15, thành phố này trở thành trung tâm chính trị và văn hóa của châu Âu khi Hoàng đế Maximilian I cũng cư trú tại Innsbruck vào những năm 1490. Thành phố được hưởng lợi từ sự hiện diện của hoàng đế, ví dụ như ở Hofkirche. Tại đây, một đài tưởng niệm tang lễ cho Maximilian đã được lên kế hoạch và dựng lên một phần bởi những người kế vị của ông. Quần thể với tượng đài và các bức tượng đồng của tổ tiên có thật và thần thoại của hoàng đế nhà Habsburg là một trong những di tích nghệ thuật chính của Innsbruck. Dịch vụ bưu chính thông thường giữa Innsbruck và Mechelen được thành lập vào năm 1490 bởi Bưu chính Thurn-und-Taxis.

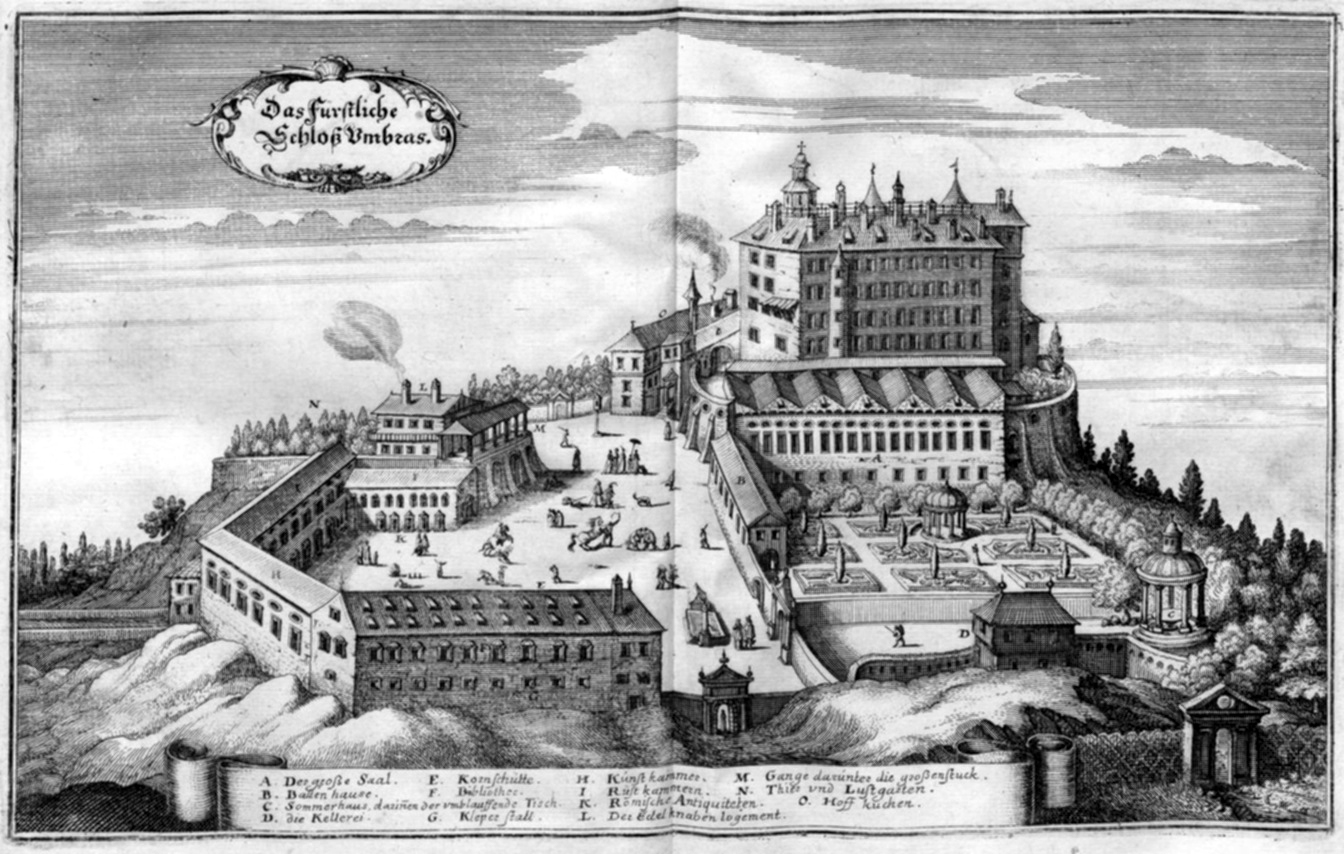
Lâu đài Ambras, 1679

Năm 1564, Ferdinand II, Đại Công tước Áo nhận quyền cai trị đối với Tirol và các lãnh thổ khác của Áo được quản lý từ Innsbruck cho đến thế kỷ 18. Ông đã cho xây dựng Schloss Ambras và trưng bày ở đó các bộ sưu tập thời Phục hưng độc đáo của ông mà ngày nay là một phần của Bảo tàng Kunsthistorisches ở Vienna. Cho đến năm 1665, triều đại nhà Habsburg cai trị ở Innsbruck với một triều đình độc lập. Vào những năm 1620, nhà hát opera đầu tiên ở phía bắc dãy Alps được dựng lên ở Innsbruck (Dogana).
Năm 1669, trường đại học được thành lập. Cũng như một sự đền bù cho triều đình khi Hoàng đế Leopold I một lần nữa trị vì từ Vienna và tổ tiên ở Tirol của triều đại nhà Habsburg đã kết thúc vào năm 1665.

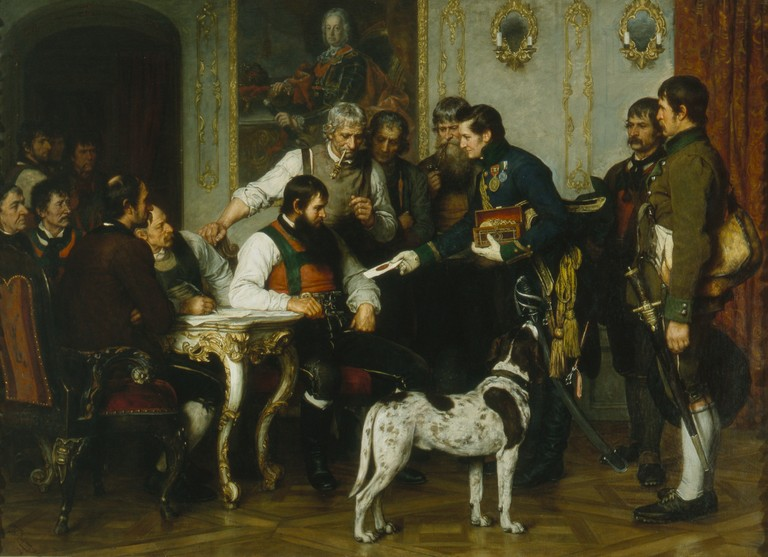
Andreas Hofer cùng với các cố vấn của ông tại Hofburg của Franz Defregger, 1879

Trong Chiến tranh Napoléon, Tirol được nhượng cho Bayern, đồng minh của Pháp. Andreas Hofer đã lãnh đạo một đội quân nông dân Tirol giành chiến thắng trong Trận Bergisel chống lại lực lượng kết hợp giữa Bayern và Pháp và sau đó biến Innsbruck trở thành trung tâm hành chính của mình. Quân đội liên hợp sau đó đã áp đảo quân đội dân quân Tirol và cho đến năm 1814, Innsbruck là một phần của Bayern. Sau Đại hội Vienna, quyền cai trị của Áo được khôi phục. Cho đến năm 1918, thị trấn (một trong 4 thị trấn tự trị ở Tirol) là một phần của chế độ quân chủ Áo (phần thuộc Áo sau thỏa hiệp năm 1867), người đứng đầu quận cùng tên, một trong 21 Bezirkshauptmannscha thường thuộc tỉnh Tirol.
Anh hùng người Tirol Andreas Hofer bị hành quyết ở Mantua; hài cốt của ông được đưa về Innsbruck vào năm 1823 và được an táng tại nhà thờ dòng Francisco.
Trong Chiến tranh thế giới thứ nhất, hành động được ghi nhận duy nhất diễn ra ở Innsbruck là gần kết thúc chiến tranh. Vào ngày 20 tháng 2 năm 1918, các máy bay của quân Đồng minh bay khỏi Ý đã không kích Innsbruck, gây ra thương vong cho quân đội Áo ở đó. Không có thiệt hại nào cho thị trấn được ghi nhận. Vào tháng 11 năm 1918, Innsbruck và toàn bộ Tirol bị chiếm đóng bởi 20 đến 22 nghìn binh sĩ của Quân đoàn III thuộc Đệ nhất Quân đoàn Ý.
Năm 1929, Giải vô địch cờ vua Áo chính thức đầu tiên được tổ chức tại Innsbruck.

### Bị thôn tính và ném bom
Năm 1938, Áo bị Đức Quốc xã thôn tính với Anschluss. Từ năm 1943 đến tháng 4 năm 1945, Innsbruck trải qua 22 cuộc không kích và bị thiệt hại nặng nề.

### Liên kết vùng Euroregion Tirol-Nam Tirol-Trentino
Năm 1996, Liên minh Châu Âu đã chấp thuận sự hợp nhất sâu hơn nữa về văn hóa và kinh tế giữa tỉnh Tirol của Áo với các tỉnh tự trị Nam Tirol và Trentino của Ý bằng cách công nhận việc thành lập Euroregion Tirol-Nam Tirol-Trentino.

## Địa lý

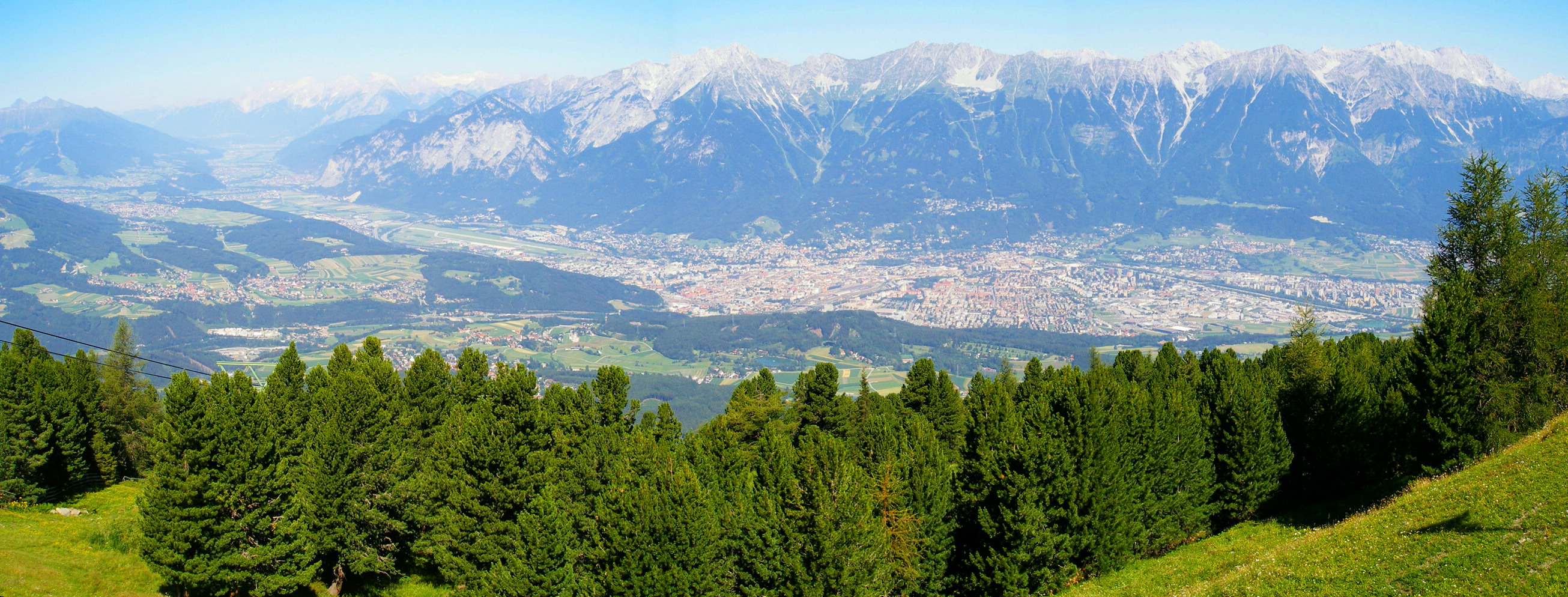
Innsbruck với núi Nordkette

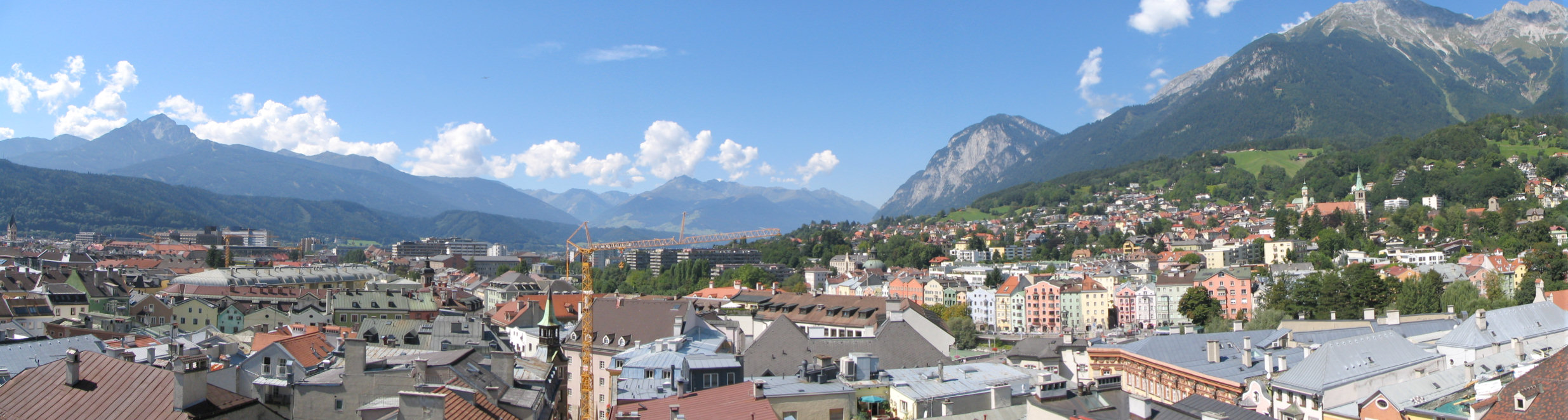
Cảnh quan nhìn về phía Tây.

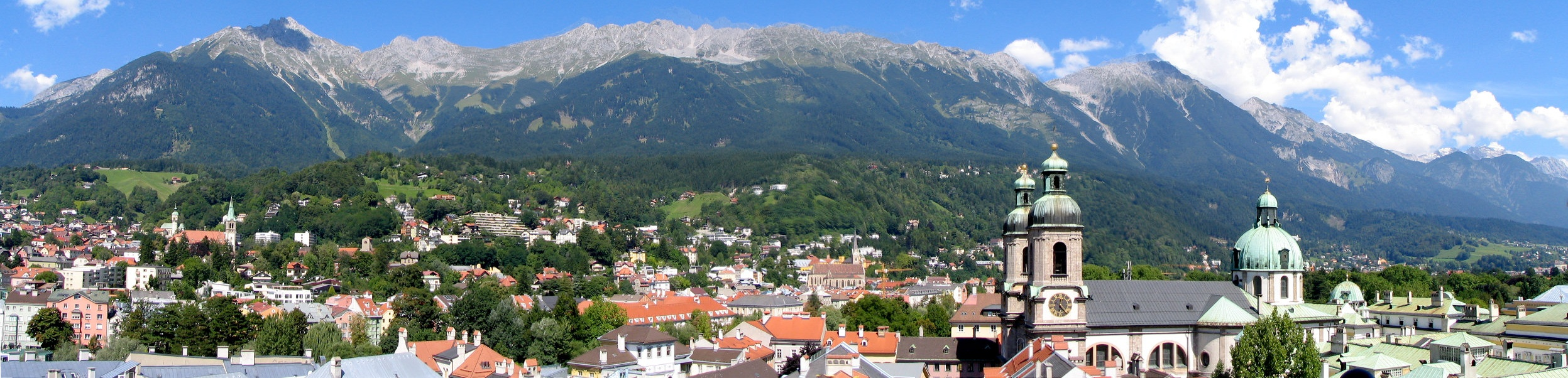
Toàn cảnh nhìn về hướng bắc

### Khí hậu
Innsbruck có khí hậu lục địa ẩm (Köppen Dfb) sử dụng đẳng nhiệt 0 °C (32 °F) hoặc khí hậu đại dương (Cfb) sử dụng đường đẳng nhiệt −3 °C (27 °F) ban đầu  vì nó có chênh lệch nhiệt độ hàng năm lớn hơn phần lớn Trung Âu do vị trí của nó ở trung tâm Lục địa và bao quanh bởi đồi núi. Mùa đông thường rất lạnh (lạnh hơn so với hầu hết các thành phố lớn ở Châu Âu) và có tuyết mặc dù gió foehn đôi khi mang đến băng giá rõ rệt.
Mùa xuân rất ngắn; ban ngày trời ấm, thường trên 15 °C (59 °F) nhưng ban đêm vẫn mát mẻ, thậm chí có lúc đóng băng.
Mùa hè rất thất thường và không thể đoán trước. Có những ngày trời mát 17 °C (63 °F) và có mưa hoặc nắng và cực kỳ nóng, đôi khi lên tới 34 °C (93 °F). Vào mùa hè, do khí hậu chịu ảnh hưởng của núi cao, chênh lệch nhiệt độ ngày đêm thường rất cao vì ban đêm thường vẫn mát mẻ, trung bình là 12 °C (54 °F) nhưng đôi khi giảm xuống tới 6 °C (43 °F).
Nhiệt độ trung bình hàng năm là 9 °C (48 °F).
| Dữ liệu khí hậu của Đại học Innsbruck (1981–2010, 1777 – nay) | Dữ liệu khí hậu của Đại học Innsbruck (1981–2010, 1777 – nay) | Dữ liệu khí hậu của Đại học Innsbruck (1981–2010, 1777 – nay) | Dữ liệu khí hậu của Đại học Innsbruck (1981–2010, 1777 – nay) | Dữ liệu khí hậu của Đại học Innsbruck (1981–2010, 1777 – nay) | Dữ liệu khí hậu của Đại học Innsbruck (1981–2010, 1777 – nay) | Dữ liệu khí hậu của Đại học Innsbruck (1981–2010, 1777 – nay) | Dữ liệu khí hậu của Đại học Innsbruck (1981–2010, 1777 – nay) | Dữ liệu khí hậu của Đại học Innsbruck (1981–2010, 1777 – nay) | Dữ liệu khí hậu của Đại học Innsbruck (1981–2010, 1777 – nay) | Dữ liệu khí hậu của Đại học Innsbruck (1981–2010, 1777 – nay) | Dữ liệu khí hậu của Đại học Innsbruck (1981–2010, 1777 – nay) | Dữ liệu khí hậu của Đại học Innsbruck (1981–2010, 1777 – nay) | Dữ liệu khí hậu của Đại học Innsbruck (1981–2010, 1777 – nay) |
| Tháng                                                         | 1                                                             | 2                                                             | 3                                                             | 4                                                             | 5                                                             | 6                                                             | 7                                                             | 8                                                             | 9                                                             | 10                                                            | 11                                                            | 12                                                            | Năm                                                           |
| ------------------------------------------------------------- | ------------------------------------------------------------- | ------------------------------------------------------------- | ------------------------------------------------------------- | ------------------------------------------------------------- | ------------------------------------------------------------- | ------------------------------------------------------------- | ------------------------------------------------------------- | ------------------------------------------------------------- | ------------------------------------------------------------- | ------------------------------------------------------------- | ------------------------------------------------------------- | ------------------------------------------------------------- | ------------------------------------------------------------- |
| Cao kỉ lục °C (°F)                                            | 19.8 (67.6)                                                   | 20.6 (69.1)                                                   | 24.8 (76.6)                                                   | 28.7 (83.7)                                                   | 33.7 (92.7)                                                   | 37.3 (99.1)                                                   | 37.4 (99.3)                                                   | 37.4 (99.3)                                                   | 31.7 (89.1)                                                   | 26.0 (78.8)                                                   | 23.0 (73.4)                                                   | 17.9 (64.2)                                                   | 37.4 (99.3)                                                   |
| Trung bình ngày tối đa °C (°F)                                | 3.6 (38.5)                                                    | 6.4 (43.5)                                                    | 11.8 (53.2)                                                   | 16.3 (61.3)                                                   | 21.4 (70.5)                                                   | 23.8 (74.8)                                                   | 26.0 (78.8)                                                   | 25.1 (77.2)                                                   | 20.8 (69.4)                                                   | 16.0 (60.8)                                                   | 8.6 (47.5)                                                    | 3.8 (38.8)                                                    | 15.3 (59.5)                                                   |
| Trung bình ngày °C (°F)                                       | −1.0 (30.2)                                                   | 0.8 (33.4)                                                    | 5.4 (41.7)                                                    | 9.6 (49.3)                                                    | 14.6 (58.3)                                                   | 17.2 (63.0)                                                   | 19.2 (66.6)                                                   | 18.4 (65.1)                                                   | 14.4 (57.9)                                                   | 9.9 (49.8)                                                    | 3.9 (39.0)                                                    | −0.1 (31.8)                                                   | 9.4 (48.9)                                                    |
| Tối thiểu trung bình ngày °C (°F)                             | −4.0 (24.8)                                                   | −2.8 (27.0)                                                   | 1.0 (33.8)                                                    | 4.7 (40.5)                                                    | 9.1 (48.4)                                                    | 12.0 (53.6)                                                   | 13.9 (57.0)                                                   | 13.6 (56.5)                                                   | 10.2 (50.4)                                                   | 6.1 (43.0)                                                    | 1.0 (33.8)                                                    | −2.7 (27.1)                                                   | 5.2 (41.4)                                                    |
| Thấp kỉ lục °C (°F)                                           | −26.6 (−15.9)                                                 | −26.9 (−16.4)                                                 | −16.9 (1.6)                                                   | −7.0 (19.4)                                                   | −2.4 (27.7)                                                   | 0.6 (33.1)                                                    | 2.0 (35.6)                                                    | 3.3 (37.9)                                                    | −1.0 (30.2)                                                   | −9.0 (15.8)                                                   | −15.2 (4.6)                                                   | −31.3 (−24.3)                                                 | −31.3 (−24.3)                                                 |
| Lượng Giáng thủy trung bình mm (inches)                       | 42 (1.7)                                                      | 41 (1.6)                                                      | 57 (2.2)                                                      | 58 (2.3)                                                      | 84 (3.3)                                                      | 115 (4.5)                                                     | 136 (5.4)                                                     | 130 (5.1)                                                     | 80 (3.1)                                                      | 59 (2.3)                                                      | 60 (2.4)                                                      | 51 (2.0)                                                      | 911 (35.9)                                                    |
| Lượng tuyết rơi trung bình cm (inches)                        | 25 (9.8)                                                      | 28 (11)                                                       | 12 (4.7)                                                      | 3 (1.2)                                                       | 0 (0)                                                         | 0 (0)                                                         | 0 (0)                                                         | 0 (0)                                                         | 0 (0)                                                         | 0 (0)                                                         | 11 (4.3)                                                      | 21 (8.3)                                                      | 99 (39)                                                       |
| Độ ẩm tương đối trung bình (%) (at 14:00)                     | 60.8                                                          | 52.9                                                          | 46.1                                                          | 43.1                                                          | 43.7                                                          | 46.6                                                          | 46.8                                                          | 49.7                                                          | 50.6                                                          | 52.3                                                          | 60.8                                                          | 60.8                                                          | 51.7                                                          |
| Số giờ nắng trung bình tháng                                  | 100                                                           | 123                                                           | 165                                                           | 183                                                           | 206                                                           | 198                                                           | 231                                                           | 212                                                           | 183                                                           | 163                                                           | 101                                                           | 83                                                            | 1.949                                                         |
| Phần trăm nắng có thể                                         | 50.3                                                          | 50.4                                                          | 49.9                                                          | 48.1                                                          | 49.2                                                          | 45.8                                                          | 53.8                                                          | 52.7                                                          | 53.8                                                          | 55.9                                                          | 46.7                                                          | 44.6                                                          | 50.1                                                          |
| Nguồn 1: Viện Khí tượng Địa động lực Trung ương               |                                                               |                                                               |                                                               |                                                               |                                                               |                                                               |                                                               |                                                               |                                                               |                                                               |                                                               |                                                               |                                                               |
| Nguồn 2: Meteo Climat (record highs and lows)                 |                                                               |                                                               |                                                               |                                                               |                                                               |                                                               |                                                               |                                                               |                                                               |                                                               |                                                               |                                                               |                                                               |

| Dữ liệu khí hậu của Innsbruck-Flugplatz (LOWI) 1971–2000 | Dữ liệu khí hậu của Innsbruck-Flugplatz (LOWI) 1971–2000 | Dữ liệu khí hậu của Innsbruck-Flugplatz (LOWI) 1971–2000 | Dữ liệu khí hậu của Innsbruck-Flugplatz (LOWI) 1971–2000 | Dữ liệu khí hậu của Innsbruck-Flugplatz (LOWI) 1971–2000 | Dữ liệu khí hậu của Innsbruck-Flugplatz (LOWI) 1971–2000 | Dữ liệu khí hậu của Innsbruck-Flugplatz (LOWI) 1971–2000 | Dữ liệu khí hậu của Innsbruck-Flugplatz (LOWI) 1971–2000 | Dữ liệu khí hậu của Innsbruck-Flugplatz (LOWI) 1971–2000 | Dữ liệu khí hậu của Innsbruck-Flugplatz (LOWI) 1971–2000 | Dữ liệu khí hậu của Innsbruck-Flugplatz (LOWI) 1971–2000 | Dữ liệu khí hậu của Innsbruck-Flugplatz (LOWI) 1971–2000 | Dữ liệu khí hậu của Innsbruck-Flugplatz (LOWI) 1971–2000 | Dữ liệu khí hậu của Innsbruck-Flugplatz (LOWI) 1971–2000 |
| Tháng                                                    | 1                                                        | 2                                                        | 3                                                        | 4                                                        | 5                                                        | 6                                                        | 7                                                        | 8                                                        | 9                                                        | 10                                                       | 11                                                       | 12                                                       | Năm                                                      |
| -------------------------------------------------------- | -------------------------------------------------------- | -------------------------------------------------------- | -------------------------------------------------------- | -------------------------------------------------------- | -------------------------------------------------------- | -------------------------------------------------------- | -------------------------------------------------------- | -------------------------------------------------------- | -------------------------------------------------------- | -------------------------------------------------------- | -------------------------------------------------------- | -------------------------------------------------------- | -------------------------------------------------------- |
| Cao kỉ lục °C (°F)                                       | 20.2 (68.4)                                              | 18.6 (65.5)                                              | 23.9 (75.0)                                              | 26.4 (79.5)                                              | 32.2 (90.0)                                              | 33.6 (92.5)                                              | 37.7 (99.9)                                              | 35.0 (95.0)                                              | 32.1 (89.8)                                              | 26.0 (78.8)                                              | 21.2 (70.2)                                              | 17.1 (62.8)                                              | 37.7 (99.9)                                              |
| Trung bình ngày tối đa °C (°F)                           | 3.5 (38.3)                                               | 6.3 (43.3)                                               | 11.3 (52.3)                                              | 14.8 (58.6)                                              | 20.3 (68.5)                                              | 22.6 (72.7)                                              | 24.7 (76.5)                                              | 24.4 (75.9)                                              | 20.8 (69.4)                                              | 15.8 (60.4)                                              | 8.2 (46.8)                                               | 3.7 (38.7)                                               | 14.7 (58.5)                                              |
| Trung bình ngày °C (°F)                                  | −1.7 (28.9)                                              | 0.4 (32.7)                                               | 4.8 (40.6)                                               | 8.4 (47.1)                                               | 13.4 (56.1)                                              | 16.1 (61.0)                                              | 18.1 (64.6)                                              | 17.7 (63.9)                                              | 14.0 (57.2)                                              | 9.1 (48.4)                                               | 2.9 (37.2)                                               | −1.0 (30.2)                                              | 8.5 (47.3)                                               |
| Tối thiểu trung bình ngày °C (°F)                        | −5.2 (22.6)                                              | −3.7 (25.3)                                              | 0.2 (32.4)                                               | 3.4 (38.1)                                               | 7.8 (46.0)                                               | 10.8 (51.4)                                              | 12.8 (55.0)                                              | 12.7 (54.9)                                              | 9.3 (48.7)                                               | 4.8 (40.6)                                               | −0.5 (31.1)                                              | −4.2 (24.4)                                              | 4.0 (39.2)                                               |
| Thấp kỉ lục °C (°F)                                      | −23.8 (−10.8)                                            | −17.3 (0.9)                                              | −16.5 (2.3)                                              | −4.8 (23.4)                                              | −2.3 (27.9)                                              | 3.0 (37.4)                                               | 4.4 (39.9)                                               | 1.9 (35.4)                                               | −0.9 (30.4)                                              | −6.6 (20.1)                                              | −17.9 (−0.2)                                             | −20.1 (−4.2)                                             | −23.8 (−10.8)                                            |
| Lượng Giáng thủy trung bình mm (inches)                  | 43.9 (1.73)                                              | 41.4 (1.63)                                              | 55.9 (2.20)                                              | 57.7 (2.27)                                              | 87.1 (3.43)                                              | 110.3 (4.34)                                             | 137.2 (5.40)                                             | 111.3 (4.38)                                             | 78.1 (3.07)                                              | 57.3 (2.26)                                              | 63.2 (2.49)                                              | 53.1 (2.09)                                              | 896.5 (35.30)                                            |
| Lượng tuyết rơi trung bình cm (inches)                   | 25.6 (10.1)                                              | 30.0 (11.8)                                              | 12.5 (4.9)                                               | 3.5 (1.4)                                                | 0.0 (0.0)                                                | 0.0 (0.0)                                                | 0.0 (0.0)                                                | 0.0 (0.0)                                                | 0.0 (0.0)                                                | 0.8 (0.3)                                                | 12.0 (4.7)                                               | 25.9 (10.2)                                              | 110.3 (43.4)                                             |
| Số ngày giáng thủy trung bình (≥ 1.0 mm)                 | 7.4                                                      | 7.3                                                      | 8.8                                                      | 9.7                                                      | 10.7                                                     | 13.2                                                     | 13.9                                                     | 12.6                                                     | 9.2                                                      | 7.8                                                      | 9.0                                                      | 8.6                                                      | 118.2                                                    |
| Độ ẩm tương đối trung bình (%) (at 14:00)                | 64.0                                                     | 54.2                                                     | 45.2                                                     | 44.2                                                     | 42.6                                                     | 46.7                                                     | 47.5                                                     | 49.0                                                     | 49.2                                                     | 50.9                                                     | 61.2                                                     | 69.5                                                     | 52.0                                                     |
| Nguồn: Central Institute for Meteorology and Geodynamics |                                                          |                                                          |                                                          |                                                          |                                                          |                                                          |                                                          |                                                          |                                                          |                                                          |                                                          |                                                          |                                                          |

| Dữ liệu khí hậu của Đại học Innsbruck (1971–2000) | Dữ liệu khí hậu của Đại học Innsbruck (1971–2000) | Dữ liệu khí hậu của Đại học Innsbruck (1971–2000) | Dữ liệu khí hậu của Đại học Innsbruck (1971–2000) | Dữ liệu khí hậu của Đại học Innsbruck (1971–2000) | Dữ liệu khí hậu của Đại học Innsbruck (1971–2000) | Dữ liệu khí hậu của Đại học Innsbruck (1971–2000) | Dữ liệu khí hậu của Đại học Innsbruck (1971–2000) | Dữ liệu khí hậu của Đại học Innsbruck (1971–2000) | Dữ liệu khí hậu của Đại học Innsbruck (1971–2000) | Dữ liệu khí hậu của Đại học Innsbruck (1971–2000) | Dữ liệu khí hậu của Đại học Innsbruck (1971–2000) | Dữ liệu khí hậu của Đại học Innsbruck (1971–2000) | Dữ liệu khí hậu của Đại học Innsbruck (1971–2000) |
| Tháng                                             | 1                                                 | 2                                                 | 3                                                 | 4                                                 | 5                                                 | 6                                                 | 7                                                 | 8                                                 | 9                                                 | 10                                                | 11                                                | 12                                                | Năm                                               |
| ------------------------------------------------- | ------------------------------------------------- | ------------------------------------------------- | ------------------------------------------------- | ------------------------------------------------- | ------------------------------------------------- | ------------------------------------------------- | ------------------------------------------------- | ------------------------------------------------- | ------------------------------------------------- | ------------------------------------------------- | ------------------------------------------------- | ------------------------------------------------- | ------------------------------------------------- |
| Cao kỉ lục °C (°F)                                | 19.8 (67.6)                                       | 19.1 (66.4)                                       | 24.8 (76.6)                                       | 27.1 (80.8)                                       | 32.3 (90.1)                                       | 34.1 (93.4)                                       | 37.4 (99.3)                                       | 35.5 (95.9)                                       | 31.6 (88.9)                                       | 25.8 (78.4)                                       | 20.9 (69.6)                                       | 16.9 (62.4)                                       | 37.4 (99.3)                                       |
| Trung bình ngày tối đa °C (°F)                    | 3.7 (38.7)                                        | 6.5 (43.7)                                        | 11.5 (52.7)                                       | 15.2 (59.4)                                       | 20.5 (68.9)                                       | 22.8 (73.0)                                       | 24.9 (76.8)                                       | 24.5 (76.1)                                       | 20.8 (69.4)                                       | 15.7 (60.3)                                       | 8.1 (46.6)                                        | 3.8 (38.8)                                        | 14.8 (58.6)                                       |
| Trung bình ngày °C (°F)                           | −0.9 (30.4)                                       | 0.9 (33.6)                                        | 5.2 (41.4)                                        | 8.7 (47.7)                                        | 13.7 (56.7)                                       | 16.3 (61.3)                                       | 18.3 (64.9)                                       | 17.9 (64.2)                                       | 14.2 (57.6)                                       | 9.4 (48.9)                                        | 3.3 (37.9)                                        | −0.3 (31.5)                                       | 8.9 (48.0)                                        |
| Tối thiểu trung bình ngày °C (°F)                 | −3.9 (25.0)                                       | −2.6 (27.3)                                       | 1.0 (33.8)                                        | 4.1 (39.4)                                        | 8.5 (47.3)                                        | 11.4 (52.5)                                       | 13.3 (55.9)                                       | 13.2 (55.8)                                       | 9.9 (49.8)                                        | 5.5 (41.9)                                        | 0.4 (32.7)                                        | −2.9 (26.8)                                       | 4.8 (40.6)                                        |
| Thấp kỉ lục °C (°F)                               | −21.1 (−6.0)                                      | −14.5 (5.9)                                       | −15.0 (5.0)                                       | −4.0 (24.8)                                       | −2.4 (27.7)                                       | 3.5 (38.3)                                        | 4.4 (39.9)                                        | 4.7 (40.5)                                        | −0.3 (31.5)                                       | −5.9 (21.4)                                       | −14.5 (5.9)                                       | −17.2 (1.0)                                       | −21.1 (−6.0)                                      |
| Lượng Giáng thủy trung bình mm (inches)           | 42.5 (1.67)                                       | 36.8 (1.45)                                       | 53.8 (2.12)                                       | 58.8 (2.31)                                       | 83.2 (3.28)                                       | 111.8 (4.40)                                      | 134.3 (5.29)                                      | 116.5 (4.59)                                      | 78.1 (3.07)                                       | 56.1 (2.21)                                       | 62.4 (2.46)                                       | 48.8 (1.92)                                       | 883.1 (34.77)                                     |
| Lượng tuyết rơi trung bình cm (inches)            | 21.8 (8.6)                                        | 28.4 (11.2)                                       | 12.6 (5.0)                                        | 4.1 (1.6)                                         | 0.0 (0.0)                                         | 0.0 (0.0)                                         | 0.0 (0.0)                                         | 0.0 (0.0)                                         | 0.0 (0.0)                                         | 1.7 (0.7)                                         | 10.8 (4.3)                                        | 15.9 (6.3)                                        | 95.3 (37.5)                                       |
| Số ngày giáng thủy trung bình (≥ 1.0 mm)          | 7.6                                               | 6.9                                               | 8.7                                               | 9.4                                               | 10.7                                              | 13.6                                              | 13.7                                              | 12.5                                              | 9.1                                               | 7.6                                               | 8.7                                               | 8.5                                               | 117.0                                             |
| Độ ẩm tương đối trung bình (%) (at 14:00)         | 61.0                                              | 53.0                                              | 45.4                                              | 43.9                                              | 43.5                                              | 47.3                                              | 47.8                                              | 49.2                                              | 50.4                                              | 51.8                                              | 60.5                                              | 66.7                                              | 51.7                                              |
| Số giờ nắng trung bình tháng                      | 94.7                                              | 121.1                                             | 154.2                                             | 168.2                                             | 193.0                                             | 186.8                                             | 215.5                                             | 214.4                                             | 180.0                                             | 159.0                                             | 102.2                                             | 82.8                                              | 1.871,9                                           |
| Phần trăm nắng có thể                             | 39.1                                              | 48.8                                              | 45.3                                              | 43.3                                              | 45.9                                              | 43.8                                              | 50.1                                              | 52.6                                              | 54.6                                              | 53.3                                              | 46.5                                              | 43.8                                              | 47.4                                              |
| Nguồn: Viện Khí tượng Địa động lực Trung ương     |                                                   |                                                   |                                                   |                                                   |                                                   |                                                   |                                                   |                                                   |                                                   |                                                   |                                                   |                                                   |                                                   |

### Các quận và phân vùng hành chính

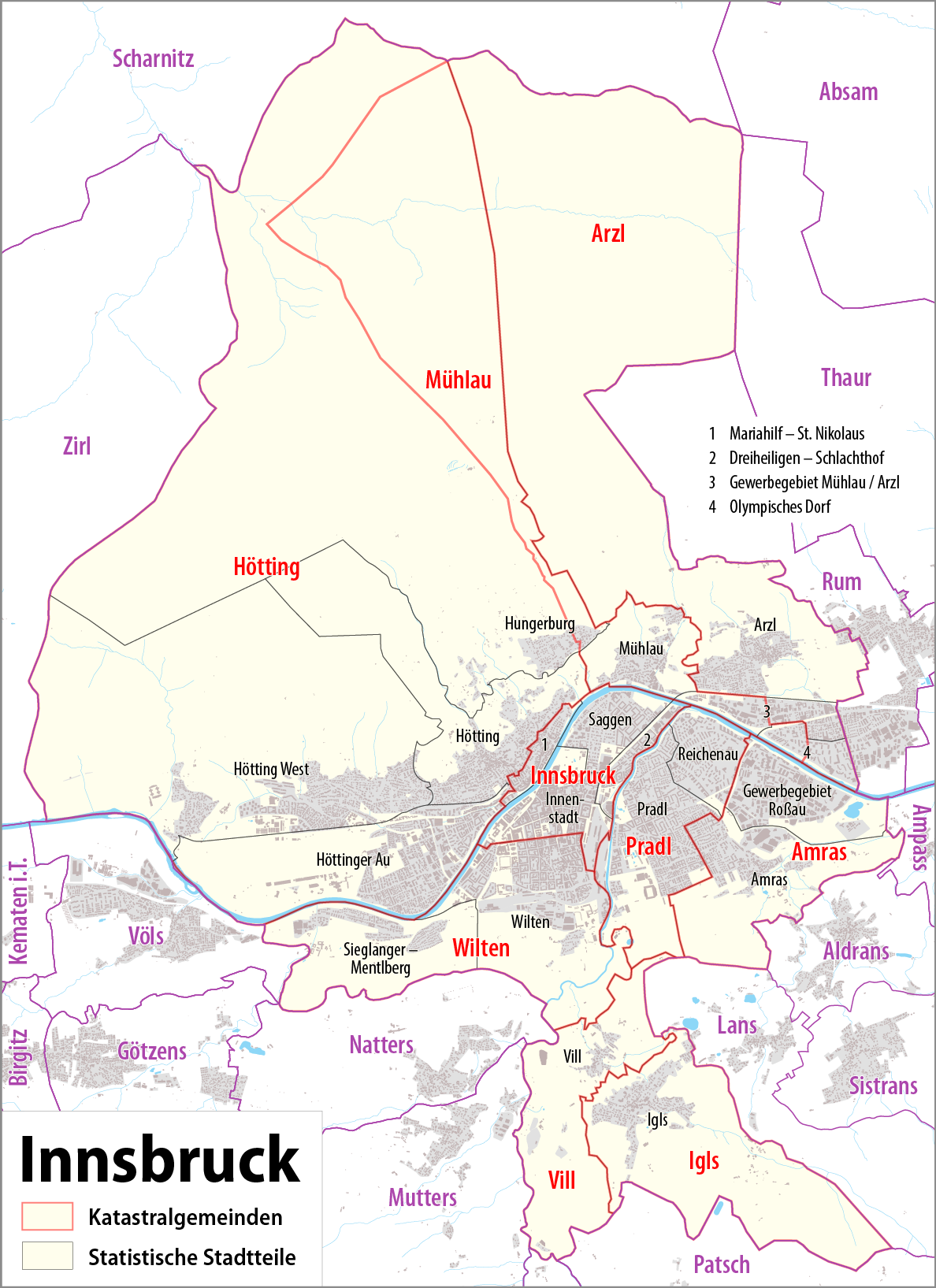
Các khu dân cư địa chính (màu đỏ) và các phường (màu xám) của Innsbruck

Innsbruck được chia thành chín quận (khu dân cư địa chính) được hình thành từ các thị trấn hoặc làng mạc độc lập trước đây. Chín quận này lại được chia thành hai mươi phường (huyện địa chính). Tất cả các phường đều nằm trong một quận trừ phường Hungerburg (Thượng Innsbruck) được chia cho hai quận. Để tiện thống kê, Innsbruck được chia thành bốn mươi hai đơn vị thống kê (Statistischer Bezirk) và 178 khối được đánh số (Zählsprengel).
Sau đây là chín quận có dân số tính đến ngày 31 tháng 10 năm 2011:
- Innsbruck (nội thành) (18.524), bao gồm Phố cổ (Altstadt), Dreiheiligen-Schlachthof và Saggen
- Wilten (15,772), bao gồm Mentlberg, Sieglanger và Wilten Tây
- Pradl (30.890), bao gồm Pradler-Saggen, Reichenau và Tivoli
- Hötting (31.246), bao gồm Höttinger Au, Hötting Tây, Sadrach, Allerheiligen, Kranebitten và một phần của Hungerburg
- Mühlau (4.750), bao gồm một phần của Hungerburg
- Amras (5.403), bao gồm Roßau
- Arzl (10.293), bao gồm Neuarzl và Olympisches Dorf
- Vill (535)
- Igls (2,204)

### Địa điểm yêu thích

#### Núi
- Nordkette
- Patscherkofel

#### Tòa nhà và tượng đài
- Cầu Inn cổ ( Alte Innbrücke )
- Lâu đài Ambras
- Ngôi mộ của Andreas Hofer
- Cột St. Anne's ( Annasäule )
- Đồi trượt tuyết nhảy xa Bergisel
- Lâu đài Büchsenhausen
- Canisianum
- Sòng bạc
- Tòa thị chính ( Stadtsaal )
- Mái vàng ( Goldenes Dachl )
- Nhà Helbling ( Helblinghaus )
- Cung điện Hoàng gia ( Hofburg )
- Hungerburgbahn

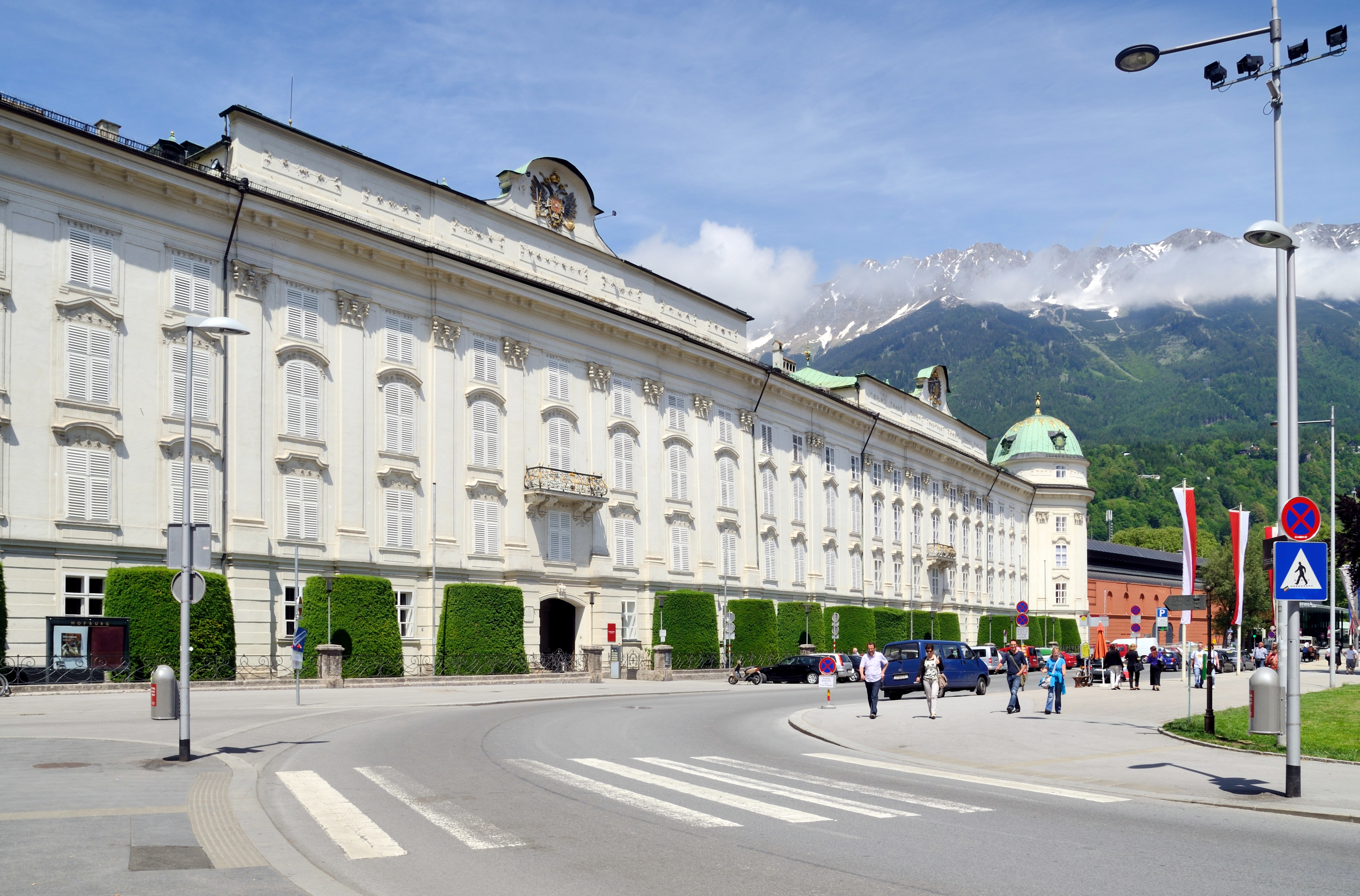
Cung điện Hoàng gia (Kaiserliche Hofburg)

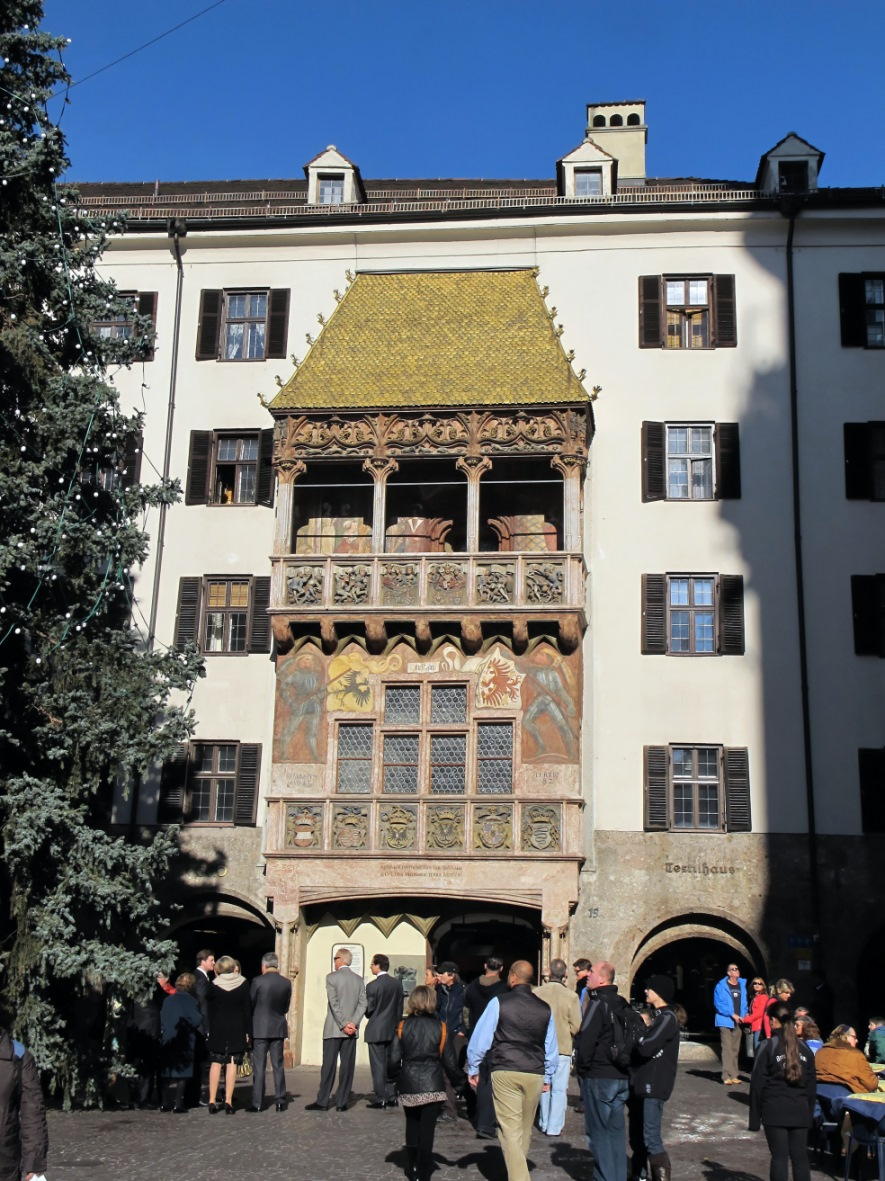
Goldenes Dachl (Mái vàng)

- Đài phun nước Leopold ( Leopoldsbrunnen )
- Maria-Theresien-Straße
- Maximilian's Cenotaph and the Black Men ( Schwarzen Männer )
- Nghị viện Liên bang cũ ( Altes Landhaus )
- Phố Cổ ( Altstadt )
- Nhà nguyện bạc ( Silberne Kapelle )
- Tháp Thành phố ( Stadtturm )
- Khải hoàn môn ( Triumphpforte )
- Nhà hát bang Tirol

#### Bảo tàng
- Bảo tàng Câu lạc bộ vùng Alps
- Lâu đài Ambras
- Kho vũ khí
- Kho lưu trữ thành phố

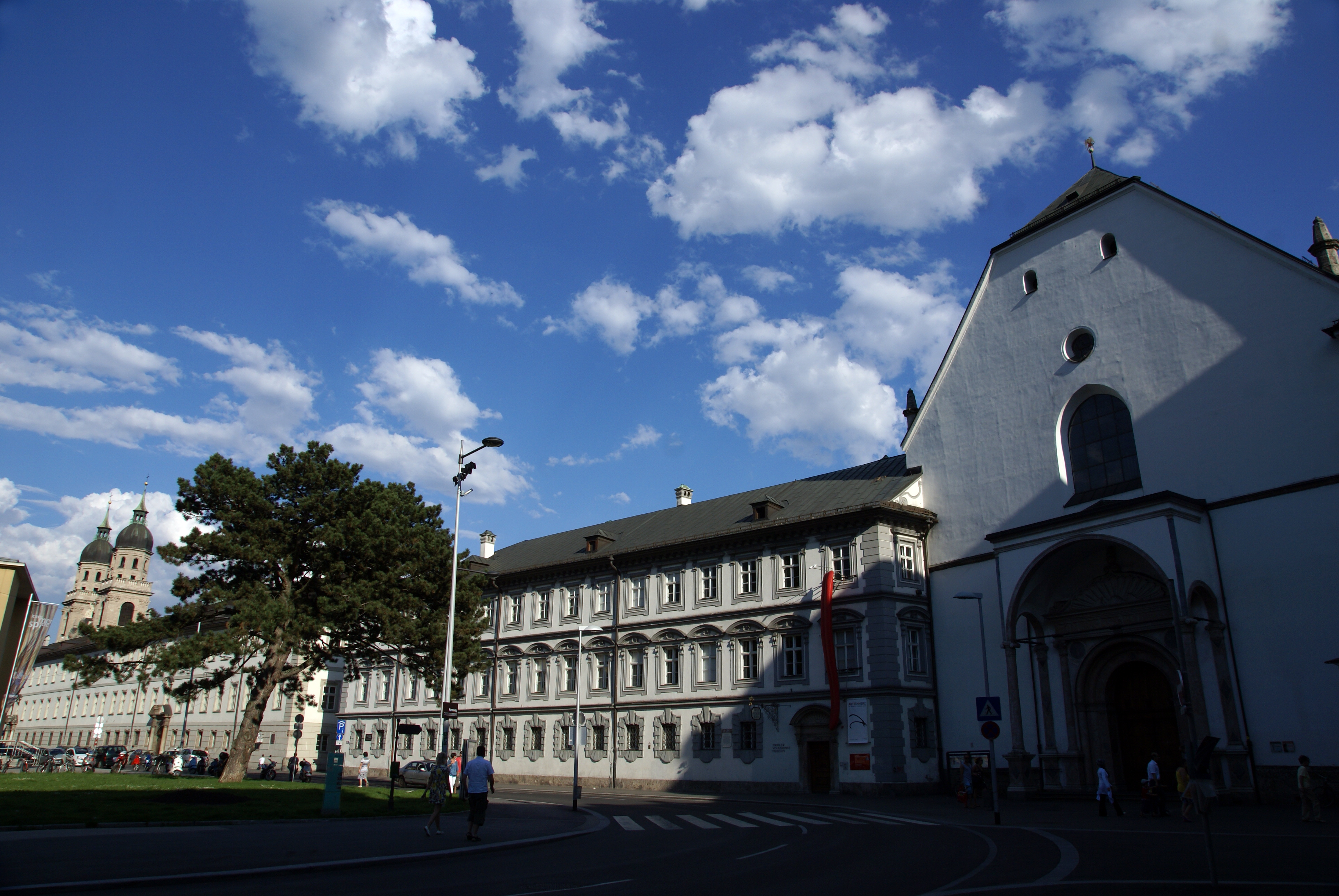
Bảo tàng nghệ thuật dân gian Tirol cạnh Hofkirche ở Innsbruck

- Bảo tàng và xưởng đúc chuông Grassmayr
- Nhà ga Innsbruck Stubaital
- Bảo tàng Kaiserjäger
- Bảo tàng toàn cảnh Tirol ( Toàn cảnh Das Tirol )
- Bảo tàng Nghệ thuật Dân gian Tirol ( Bảo tàng Tiroler Volkunstmuseum )
- Bảo tàng Bang Tirol ( Tiroler Landesmuseum  hoặc  Ferdinandeum )
- Bảo tàng Đường sắt Tirol ( Tiroler Museumsbahnen )

#### Nhà thờ
- Nhà thờ Cung đình ( Hofkirche )

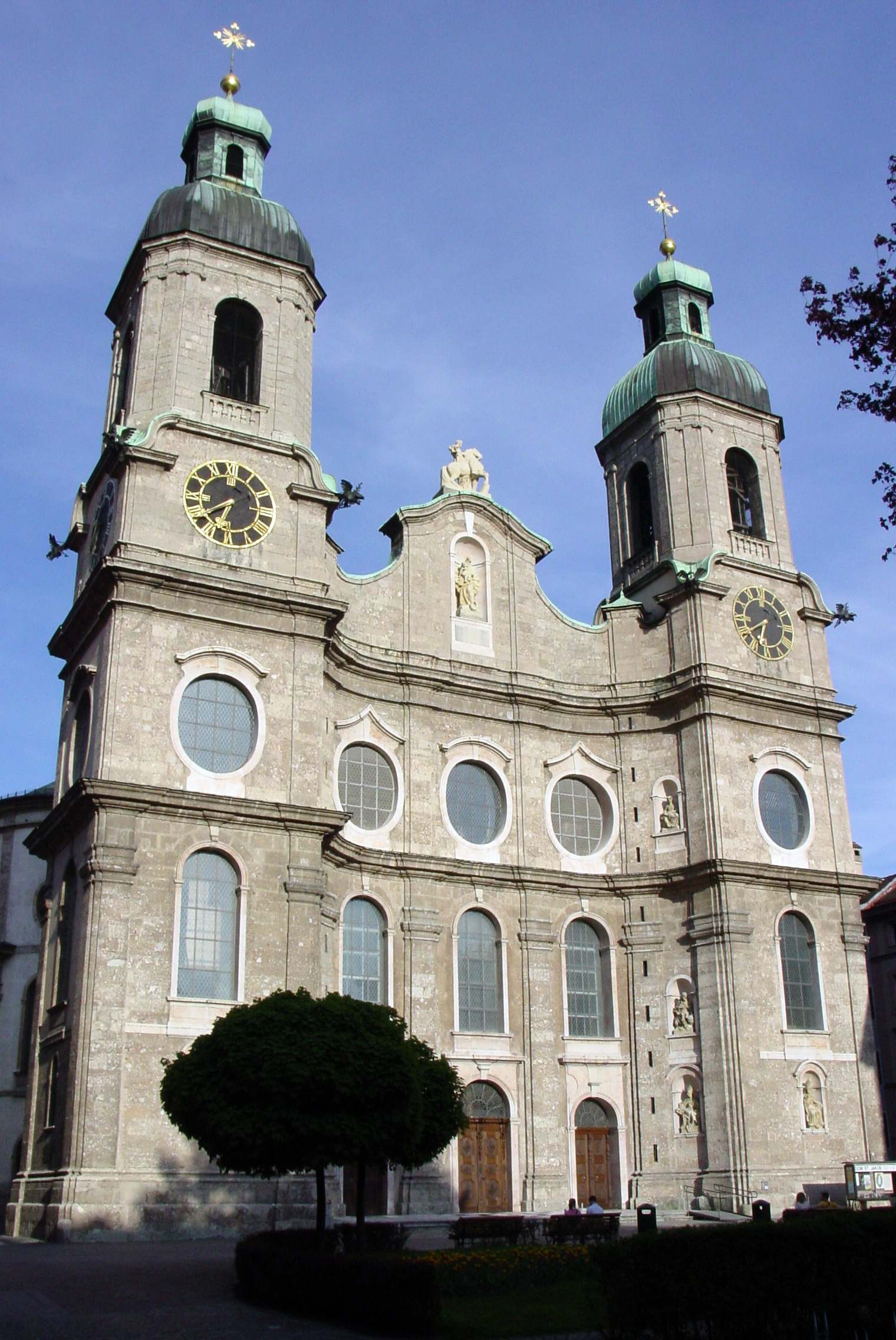
Thánh đường Innsbruck (Dom zu St. Jakob)

- Thánh đường Innsbruck ( Dom zu St. Jakob )
- Nhà thờ Dòng Thánh Ursula cổ
- Nhà thờ Dòng Tên
- Nhà thờ Đức Mẹ
- Nhà thờ Đức Bà Succor
- Nhà thờ dòng Bề tôi trung thành của Thánh mẫu (Servite)
- Nhà thờ bệnh viện
- Nhà thờ Dòng Thánh Ursula
- Tu viện Wilten ( Stift Wilten )
- Vương cung thánh đường Wilten ( Wiltener Basilika )
- Nhà thờ Chúa Ba Ngôi
- Nhà thờ St. John's
- Nhà thờ St. Theresa (Hungerburg)
- Nhà thờ giáo xứ Pradler
- Nhà thờ tưởng niệm nhà nước của Thánh Paul ở Reichenau
- Nhà thờ Tin lành của Chúa Kitô
- Nhà thờ Tin lành Phục sinh
- Nhà thờ Giáo xứ Höttingen cổ
- Nhà thờ Giáo xứ Höttingen
- Nhà thờ Giáo xứ Thánh Nicholas
- Nhà thờ Giáo xứ Neu-Arzl
- Nhà thờ Giáo xứ St. Norbert
- Nhà thờ Giáo xứ Maria am Gestade
- Nhà thờ Giáo xứ Mục tử nhân lành
- Nhà thờ Giáo xứ Thánh George
- Nhà thờ Giáo xứ Thánh Paul
- Nhà thờ Giáo xứ Thánh Pirminius
- Nhà thờ Thiên thần Hộ mệnh

#### Công viên và vườn
- Sở thú vùng Alps ( Alpenzoo )
- Baggersee Innsbruck
- Vườn bách thảo của Đại học Innsbruck
- Hofgarten ( Vườn cung đình )
- Công viên Rapoldi-Weiher
- Công viên Lâu đài Ambras ( Schlosspark Ambras )

#### Thư viện ảnh

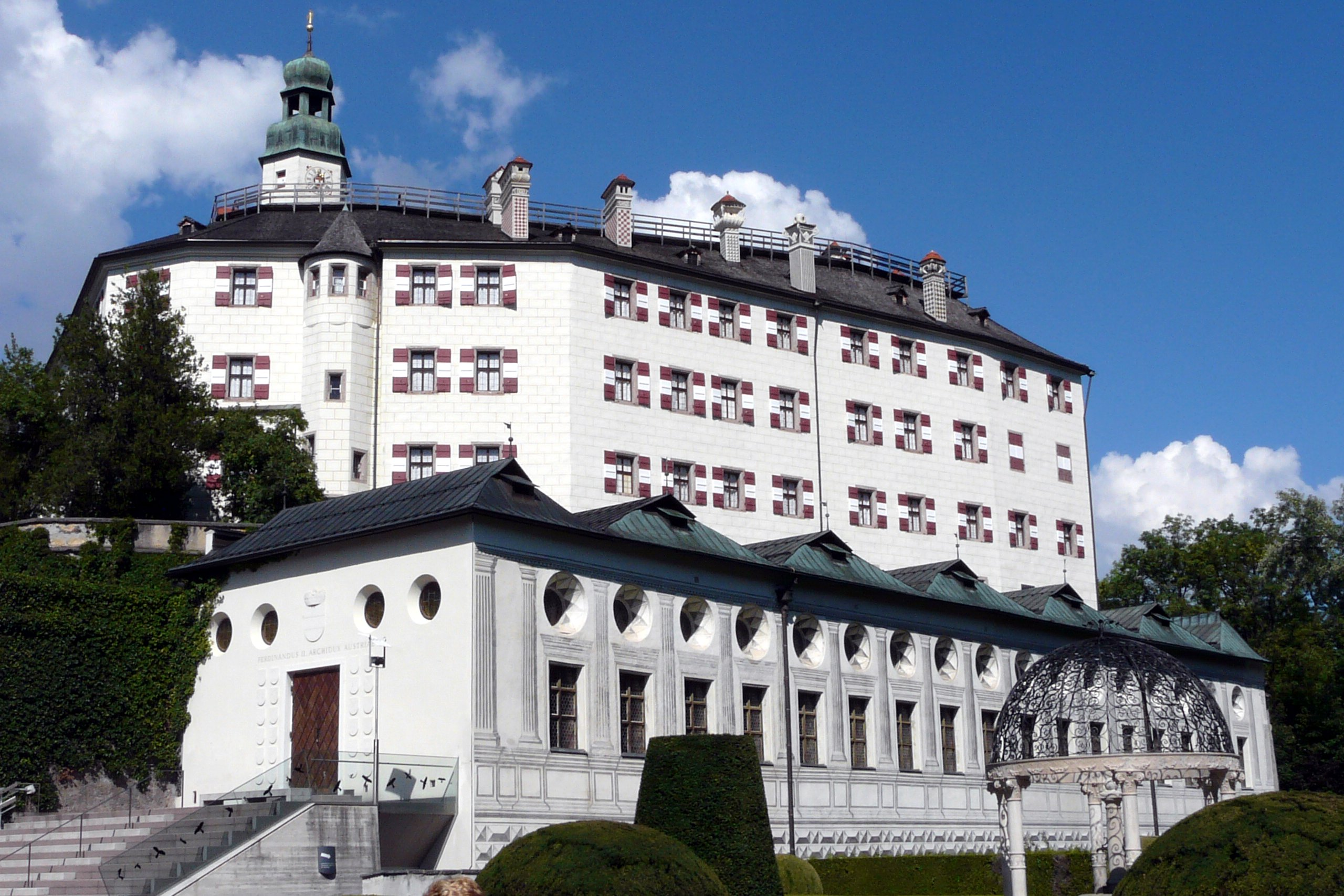
Lâu đài Ambras
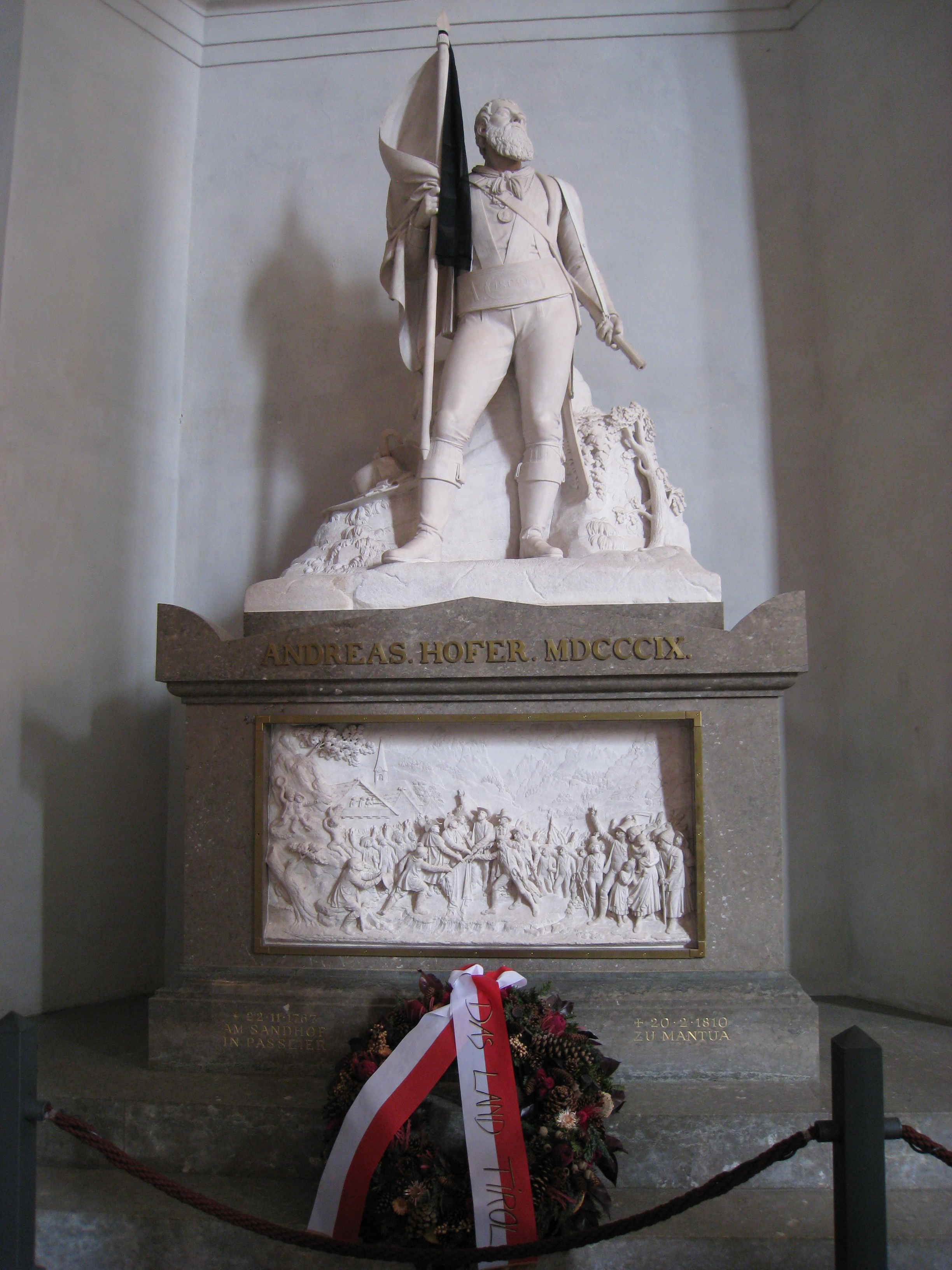
Ngôi mộ của Andreas Hofer
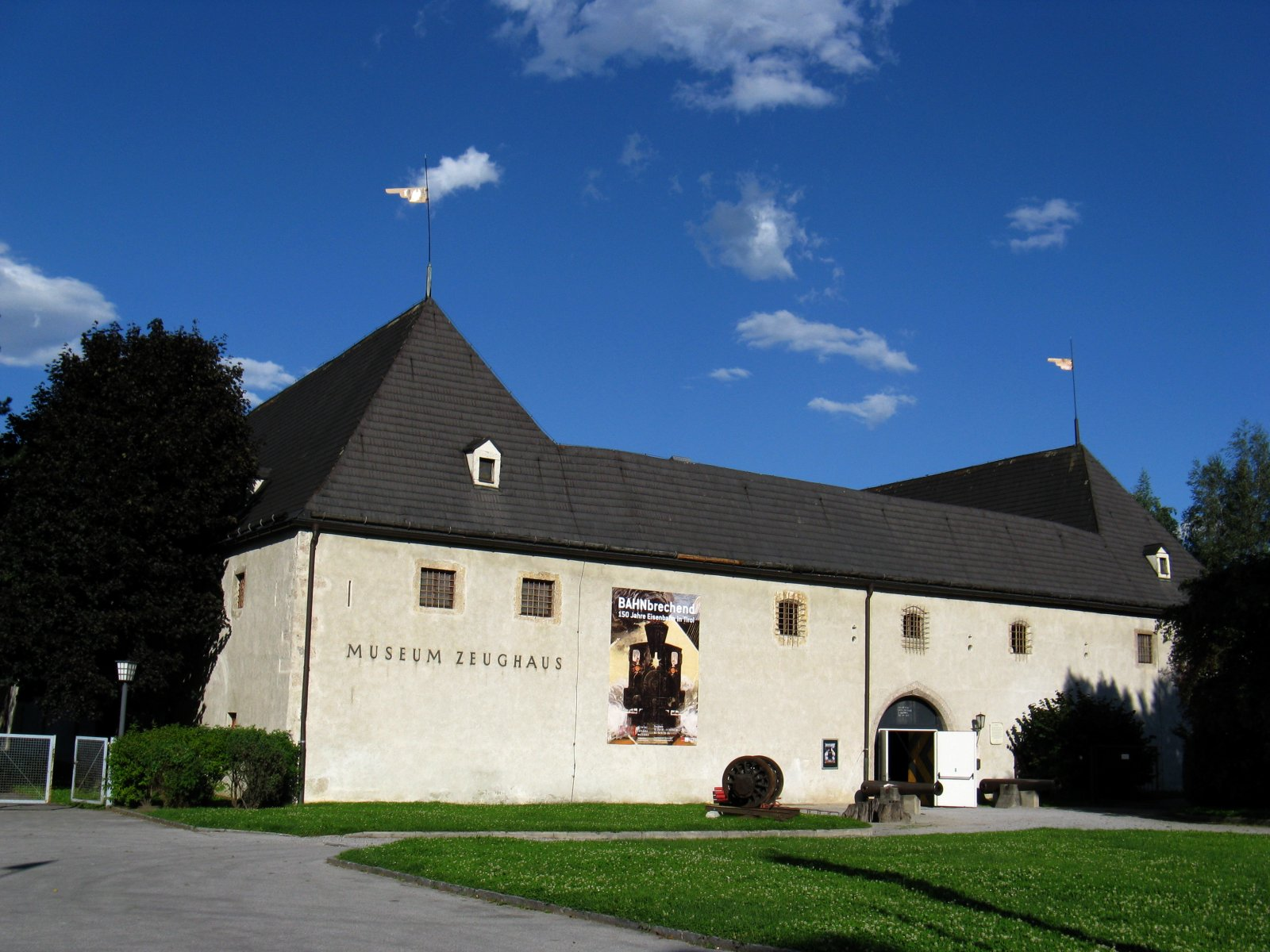
Kho vũ khí
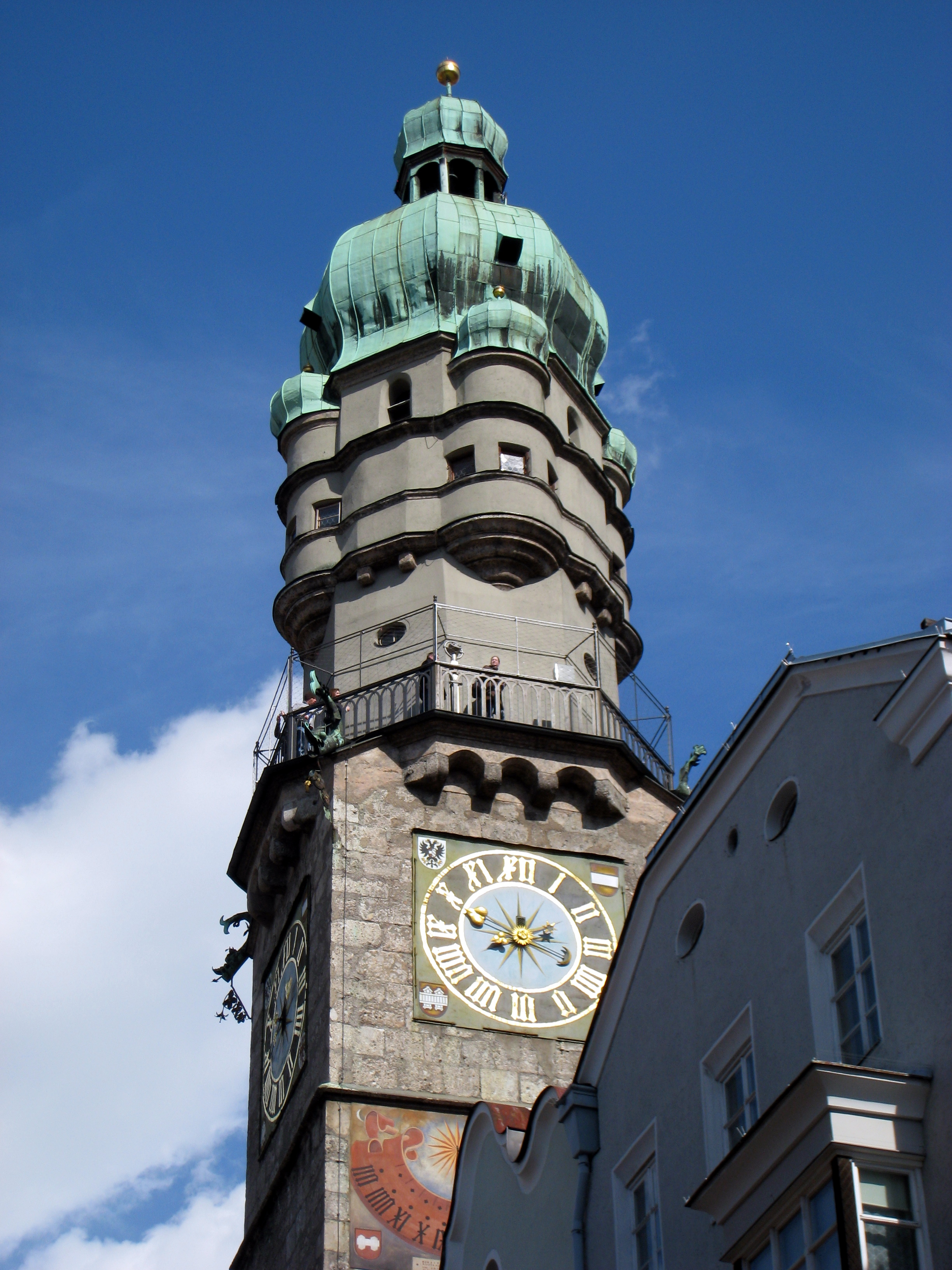
Tháp Thành phố ( Stadtturm )
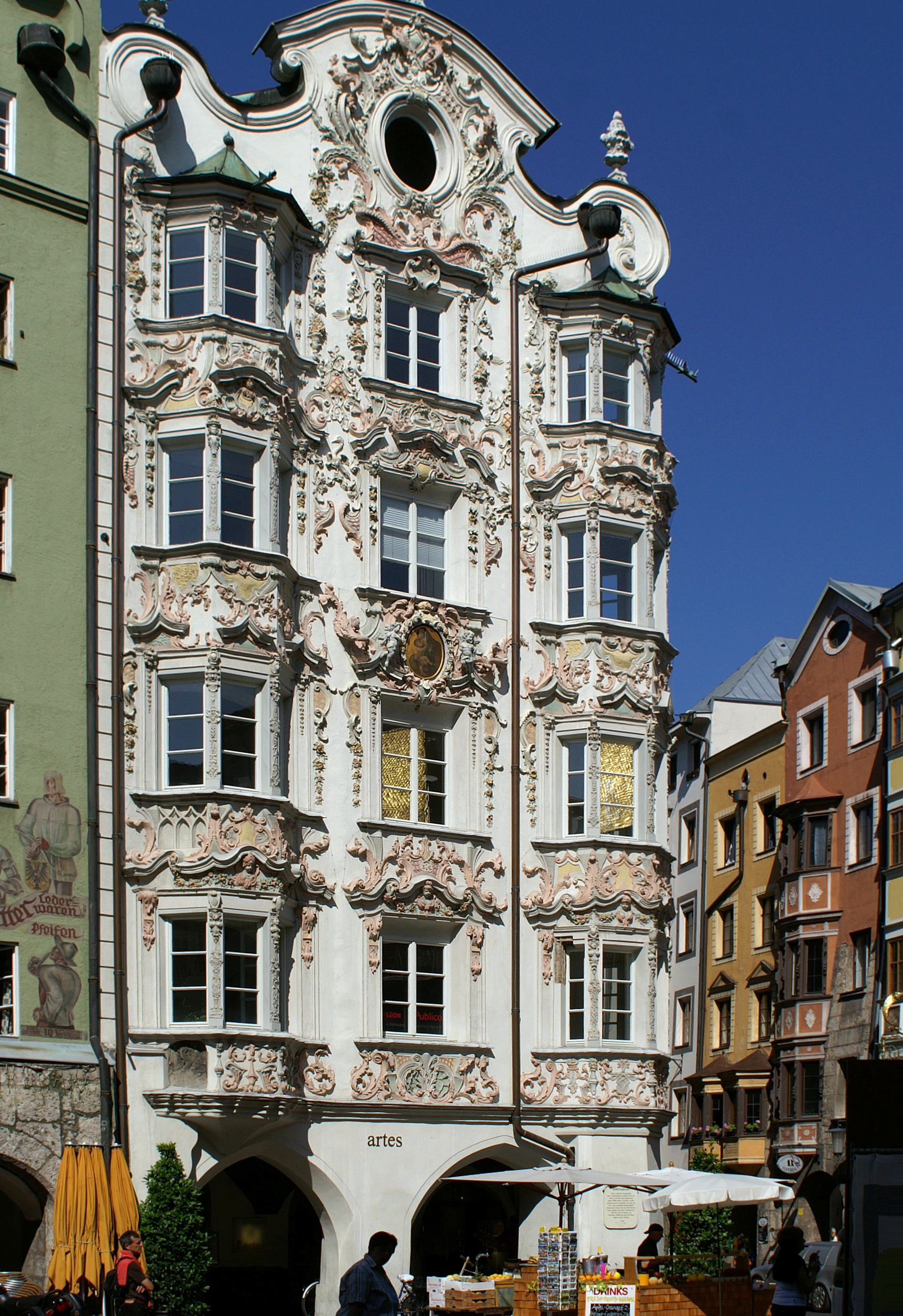
Helblinghaus
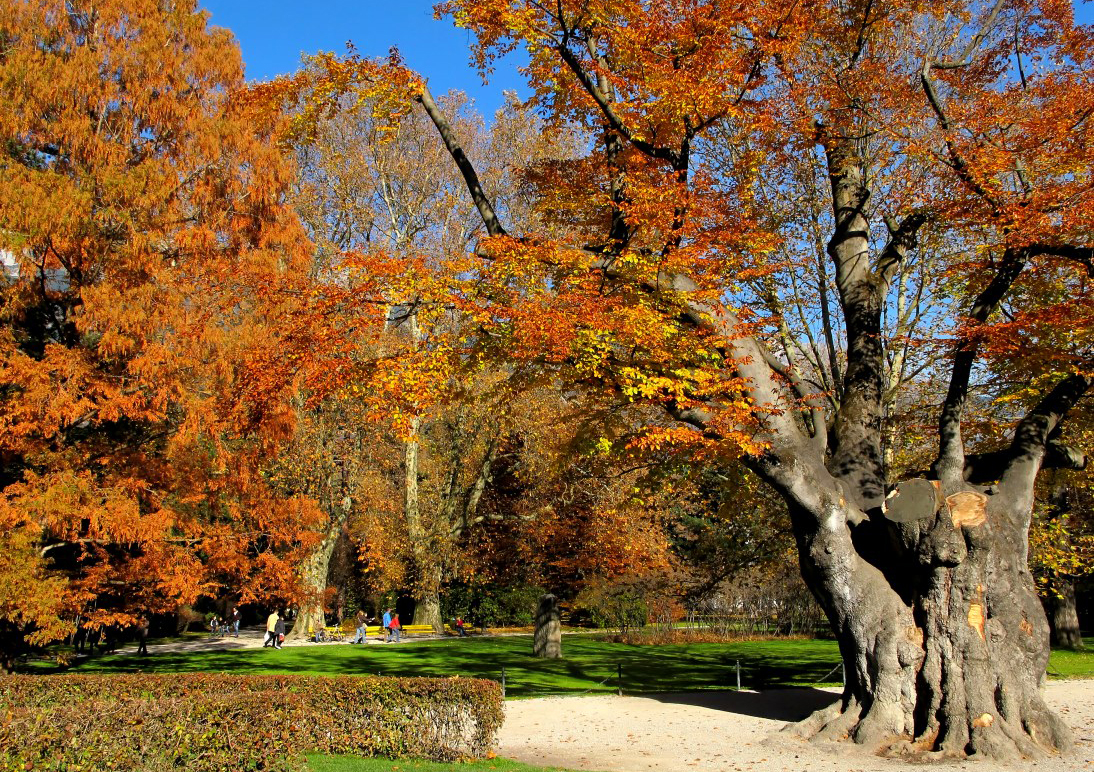
Hofgarten ( Vườn Cung đình )
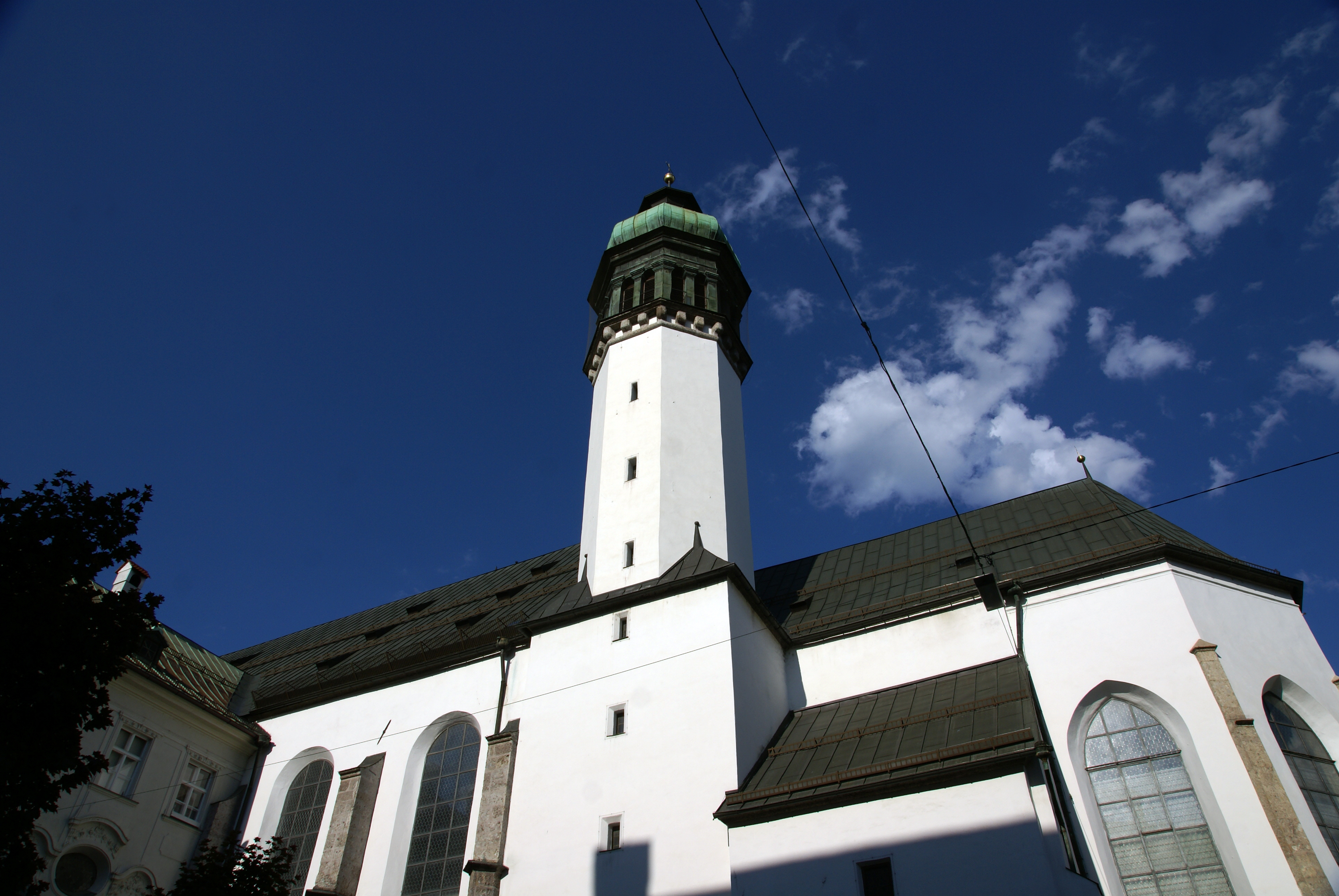
Hofkirche (Nhà thờ Cung đình)
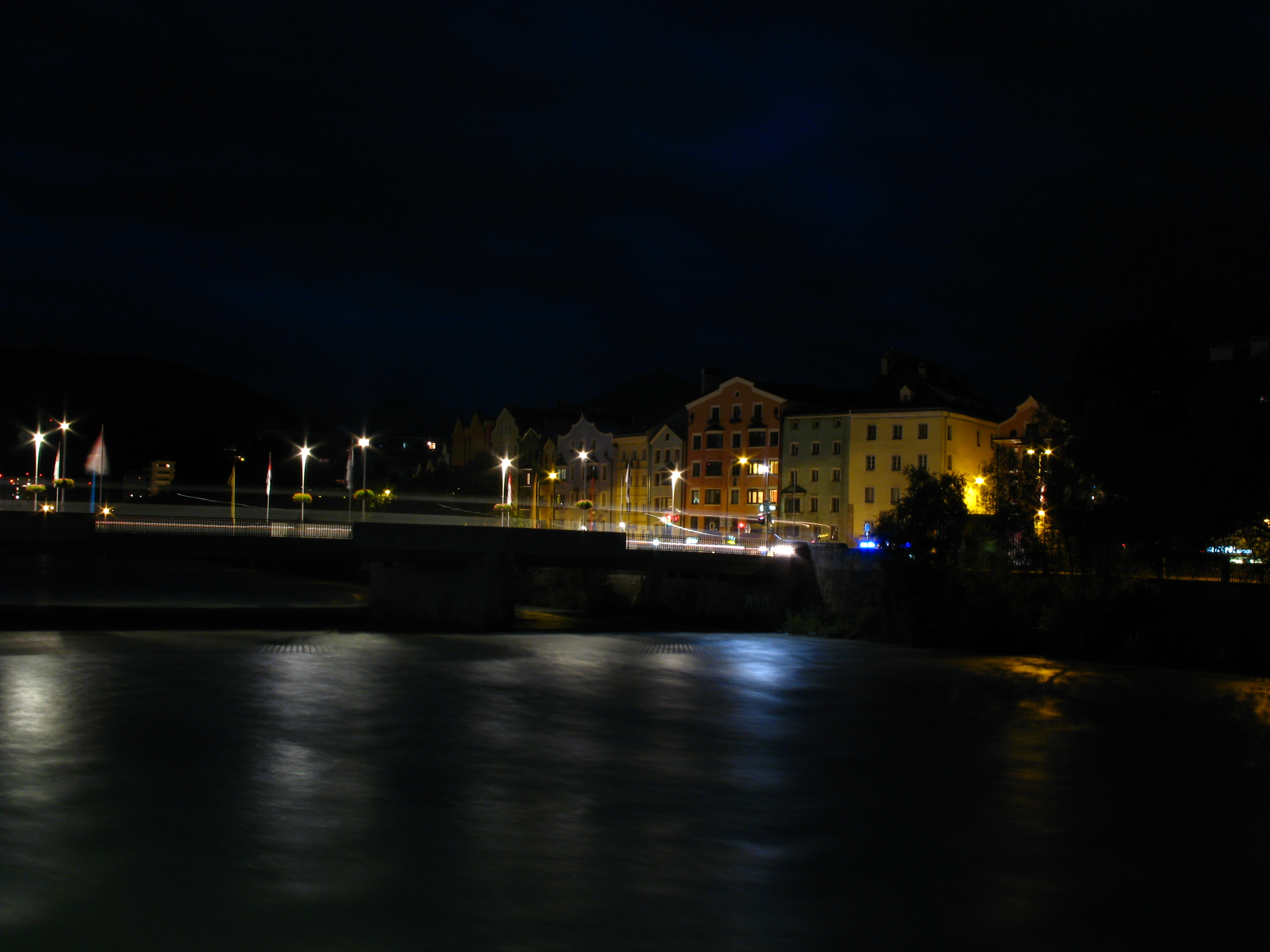
Innsbruck vào ban đêm
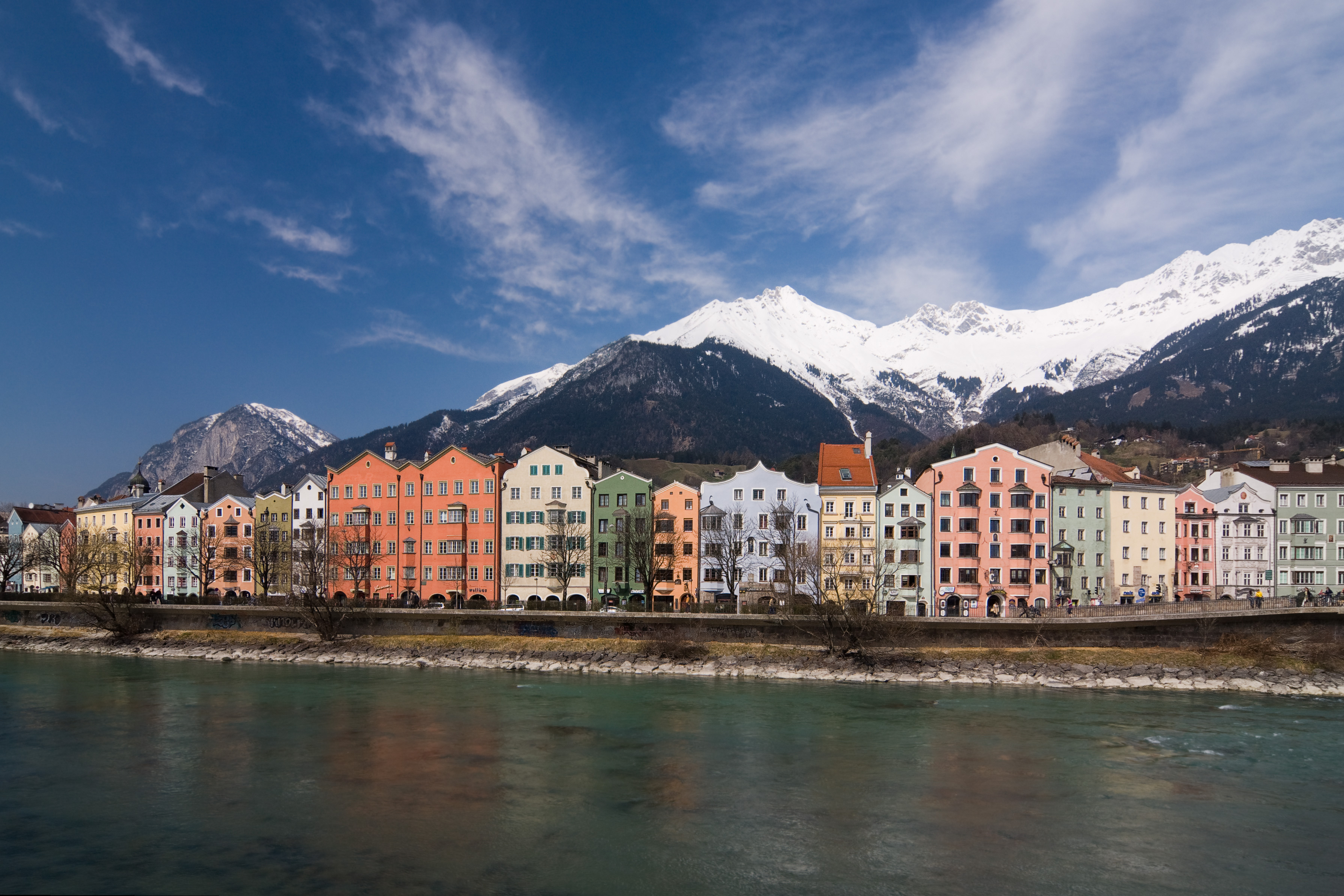
Innsbruck từ sông Inn
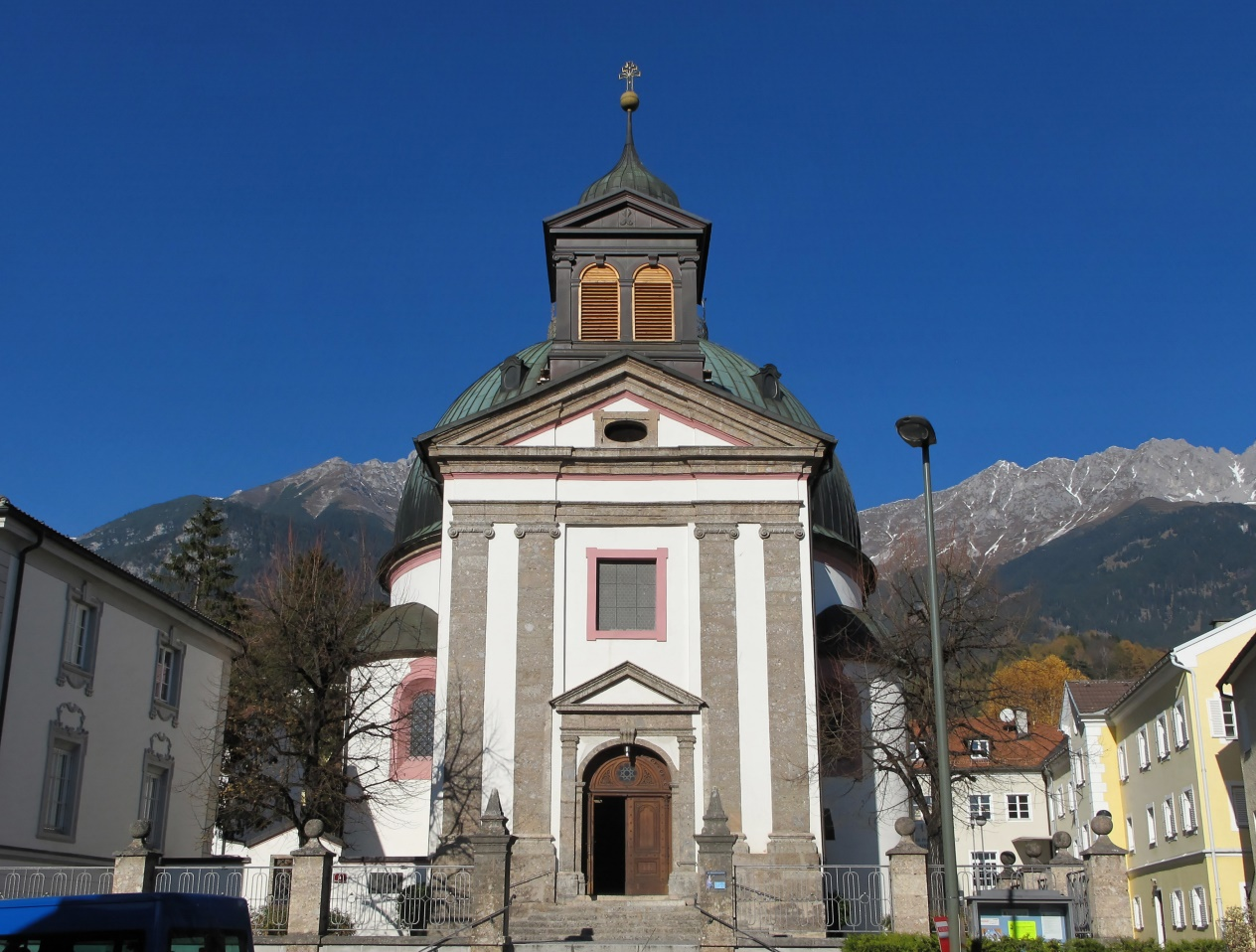
Mariahilfkirche
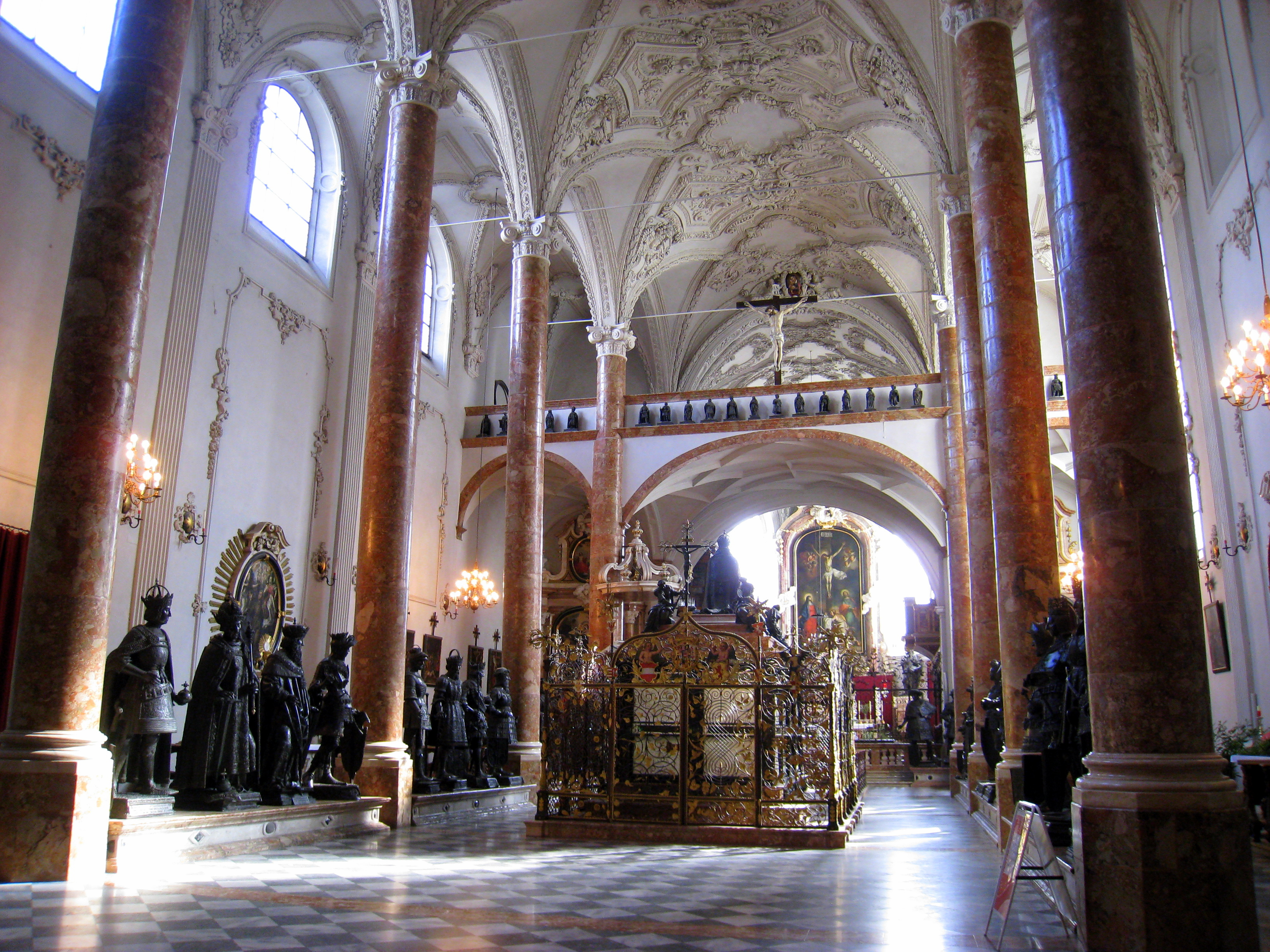
Maximilian's Cenotaph and the Black Men
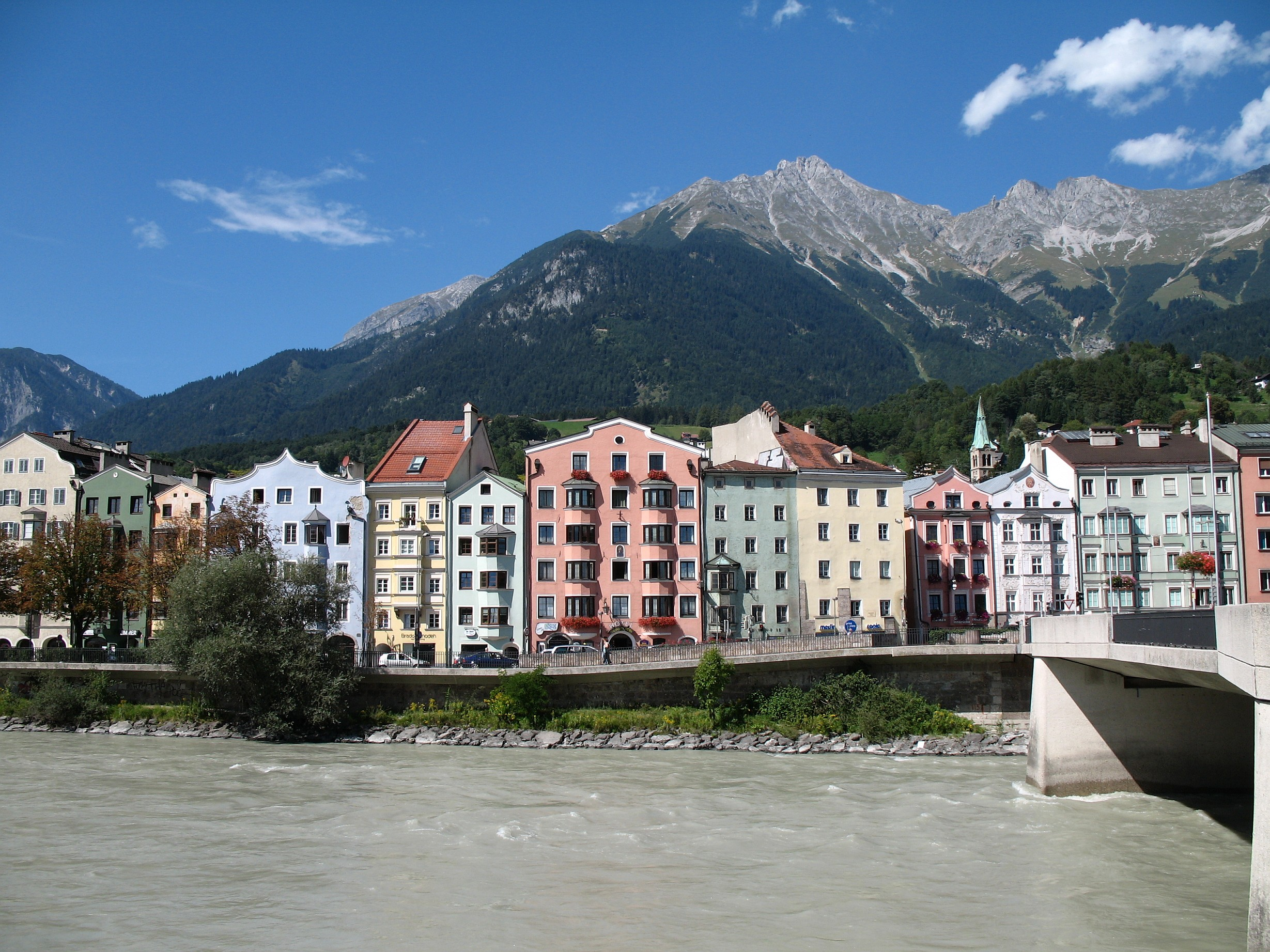
Cầu Inn cổ
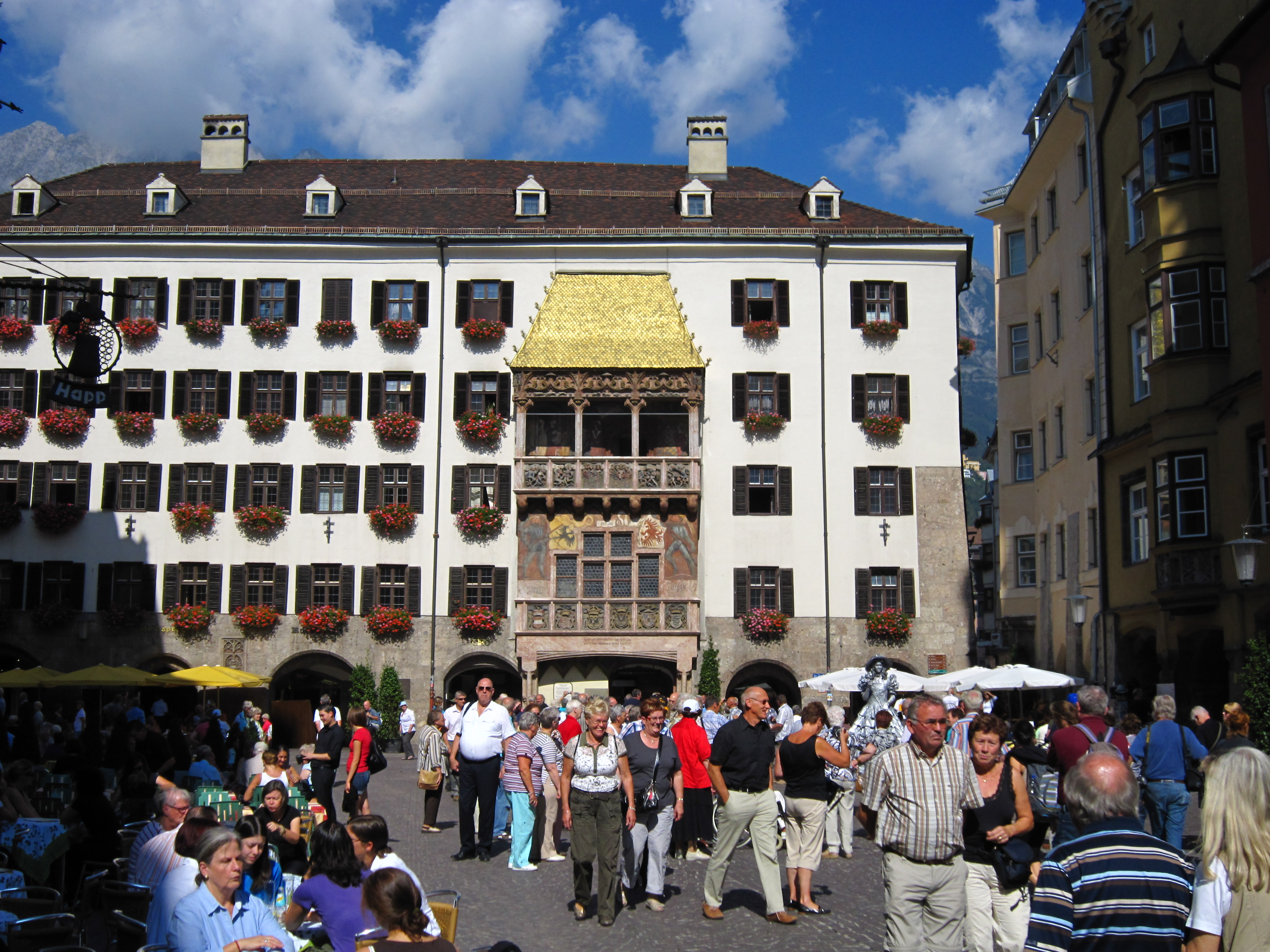
Phố cổ ( Altstadt ) với Goldenes Dachl
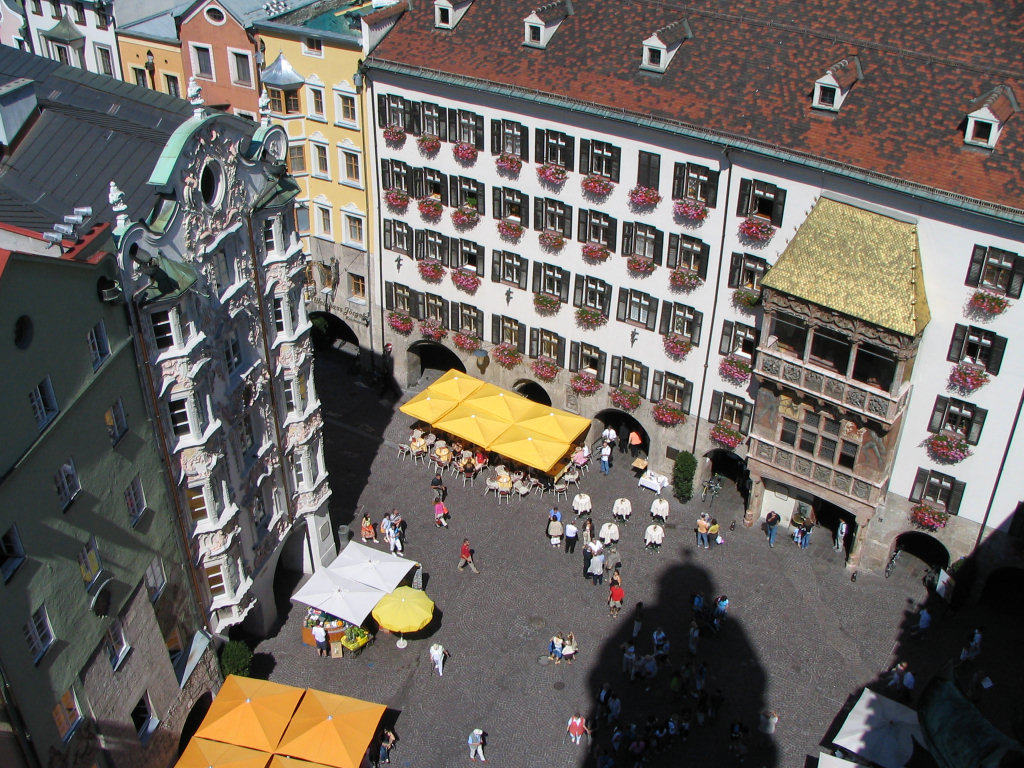
Phố cổ từ Stadtturm
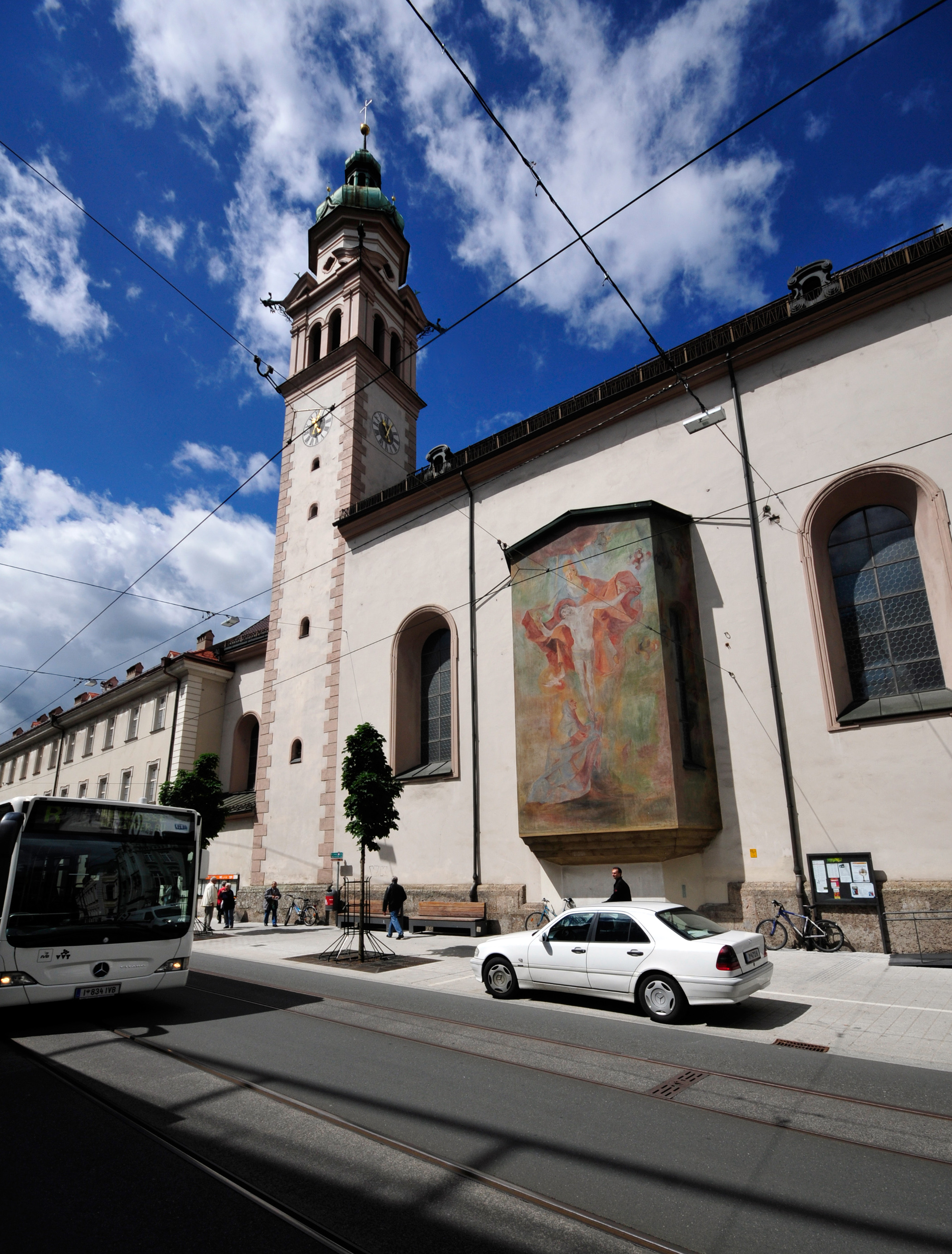
Servitenkirche
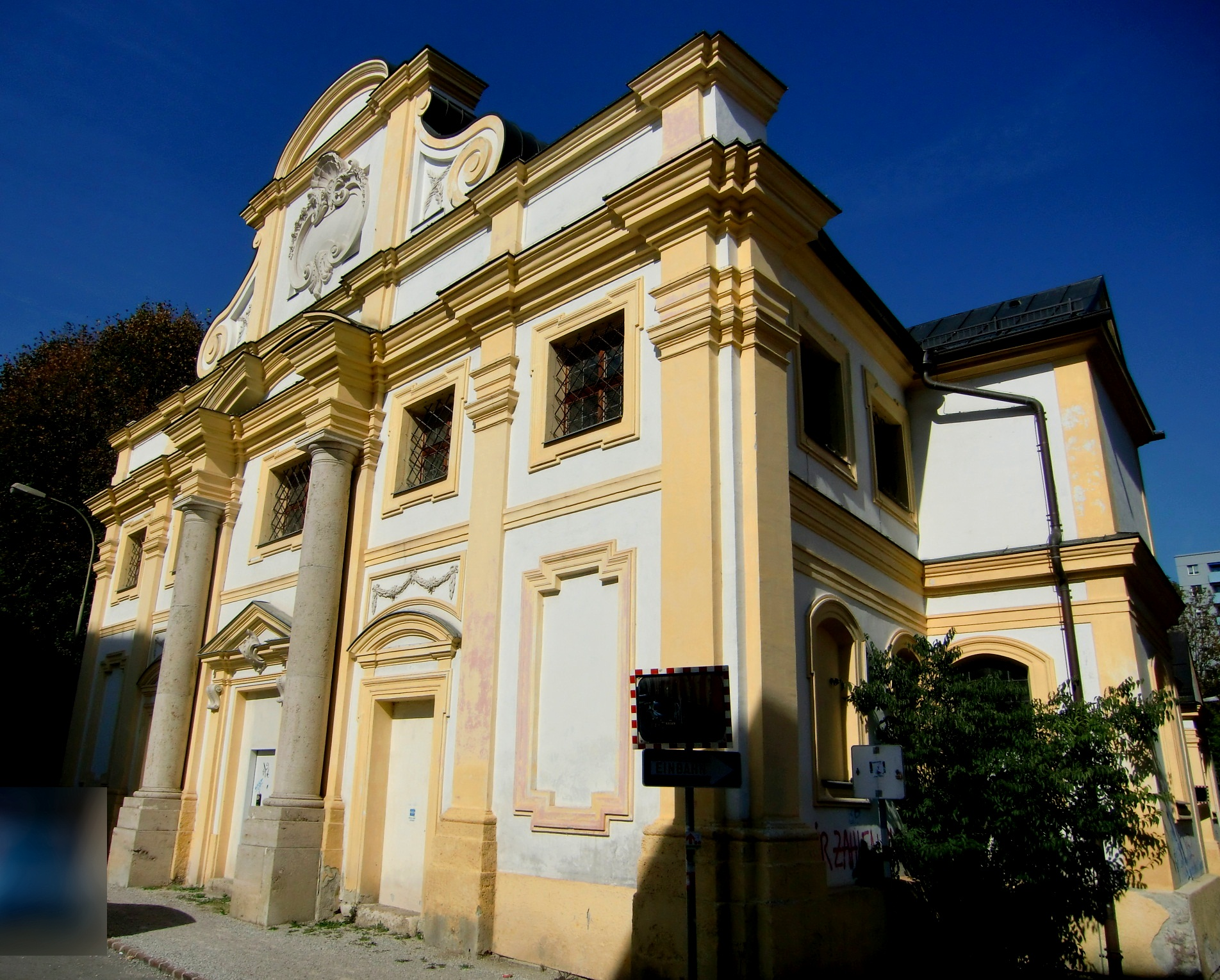
Siebenkreuzkapelle
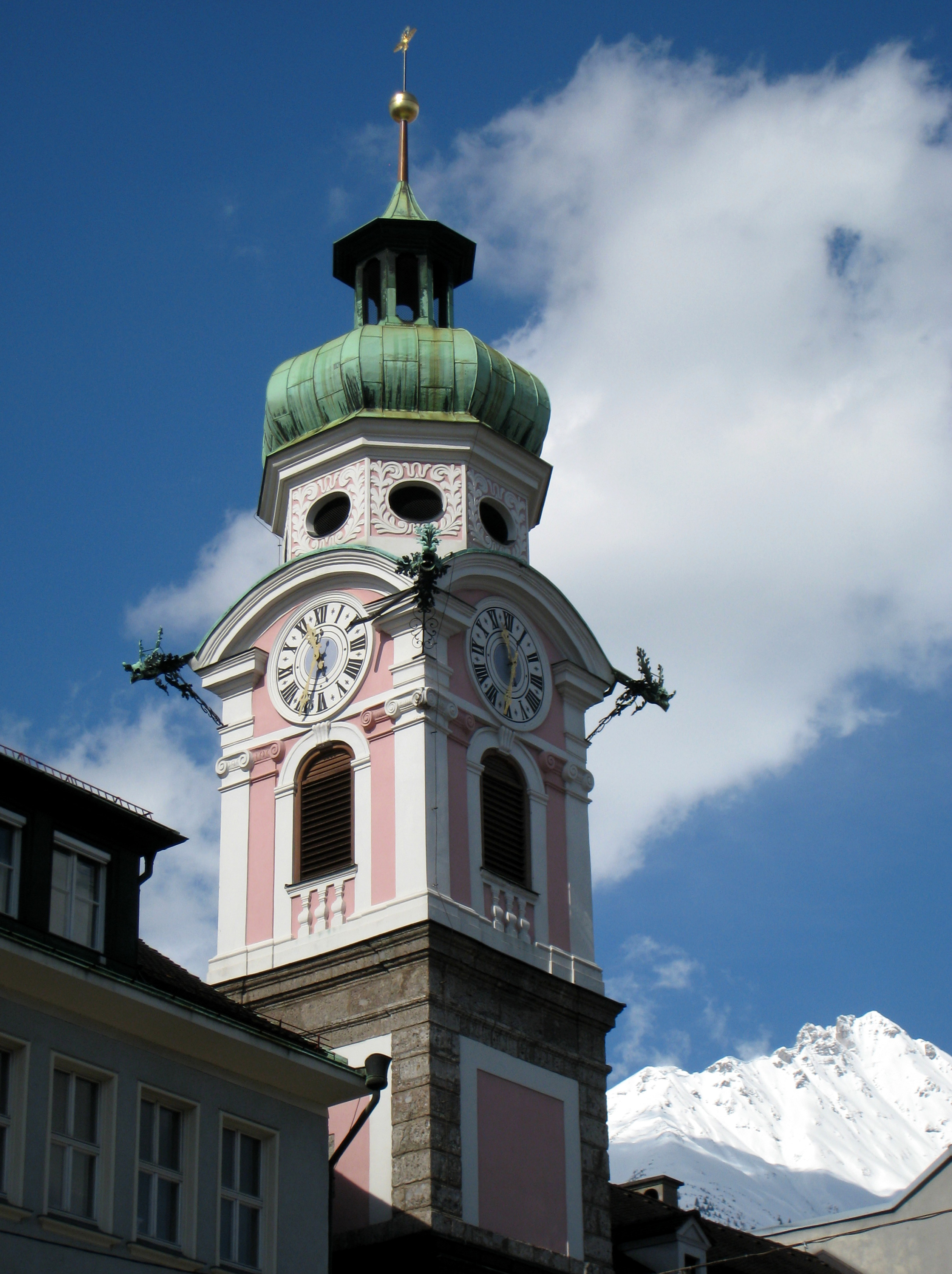
Spitalskirche
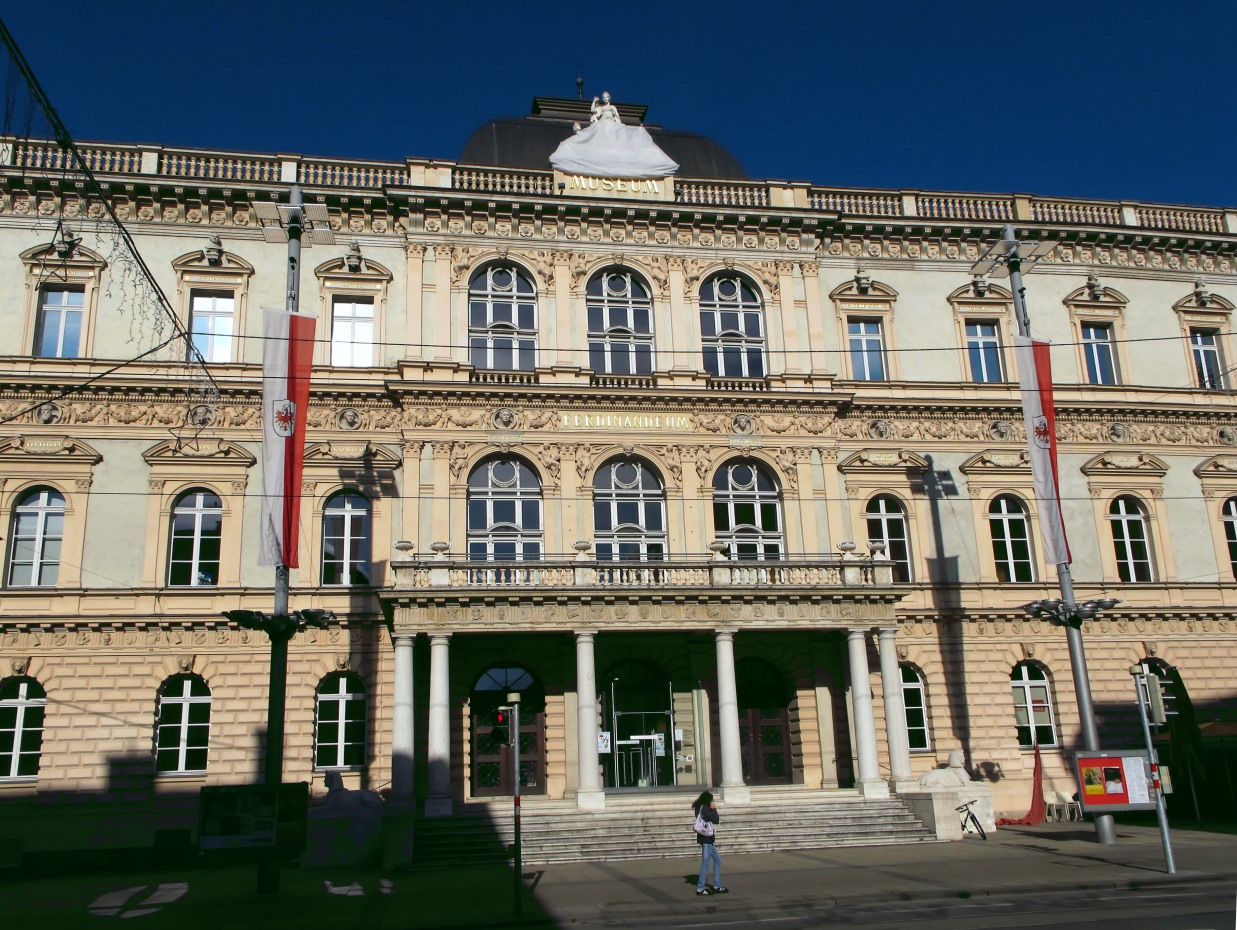
Bảo tàng bang Tirol (Tiroler Landesmuseum)
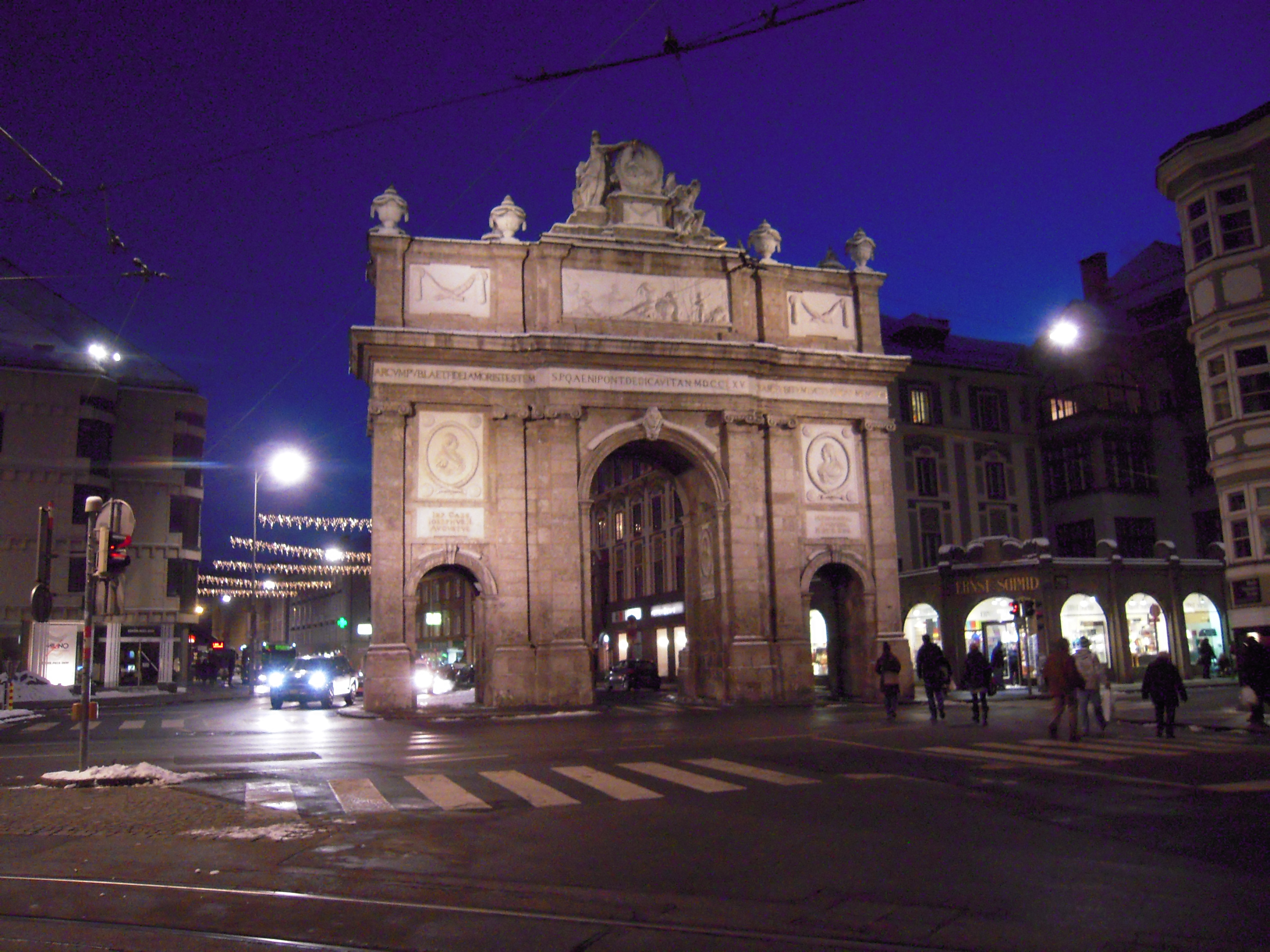
Triumphpforte
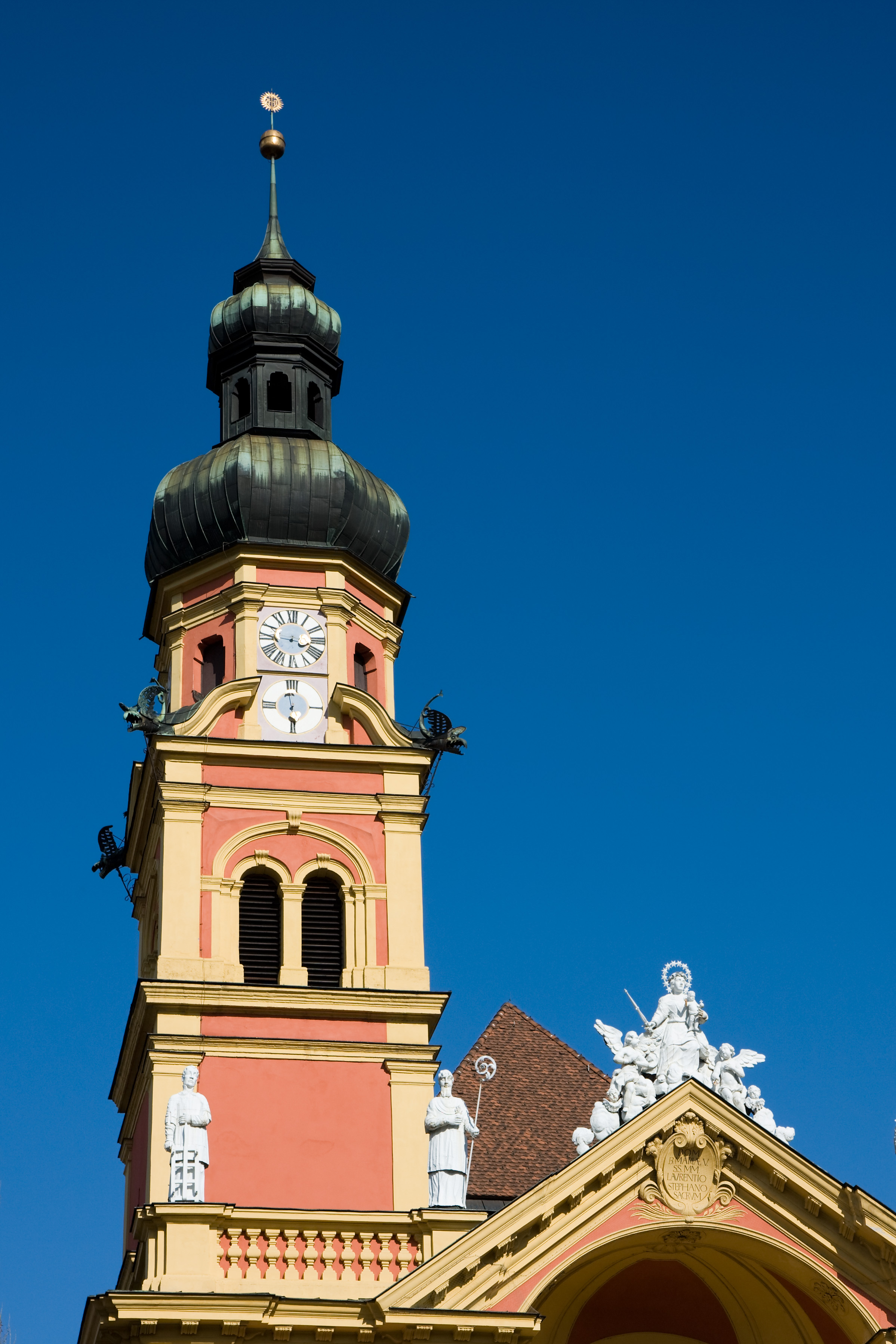
Nhà thờ Wilten Abbey
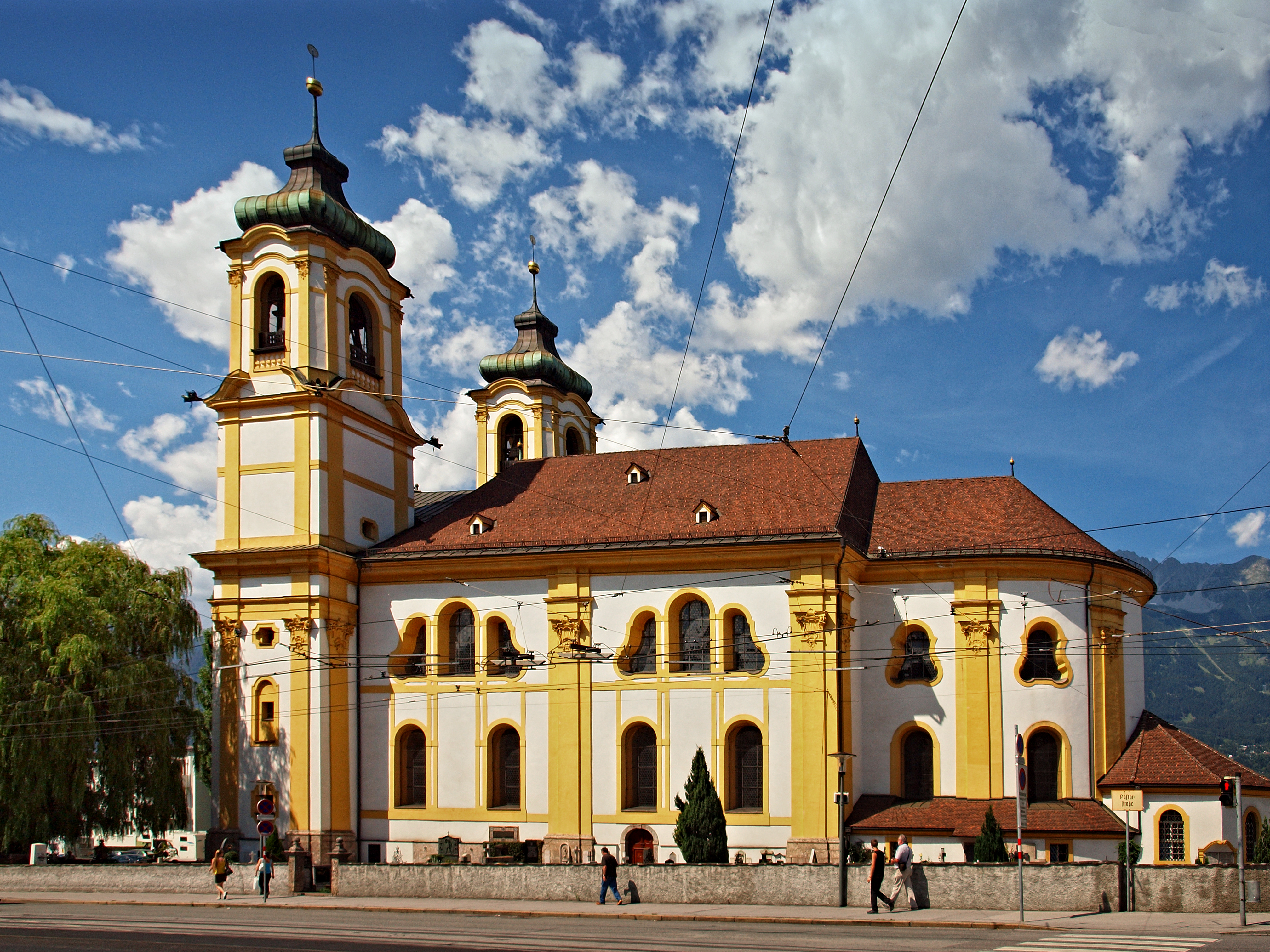
Vương cung thánh đường Wilten

## Chính phủ và chính trị

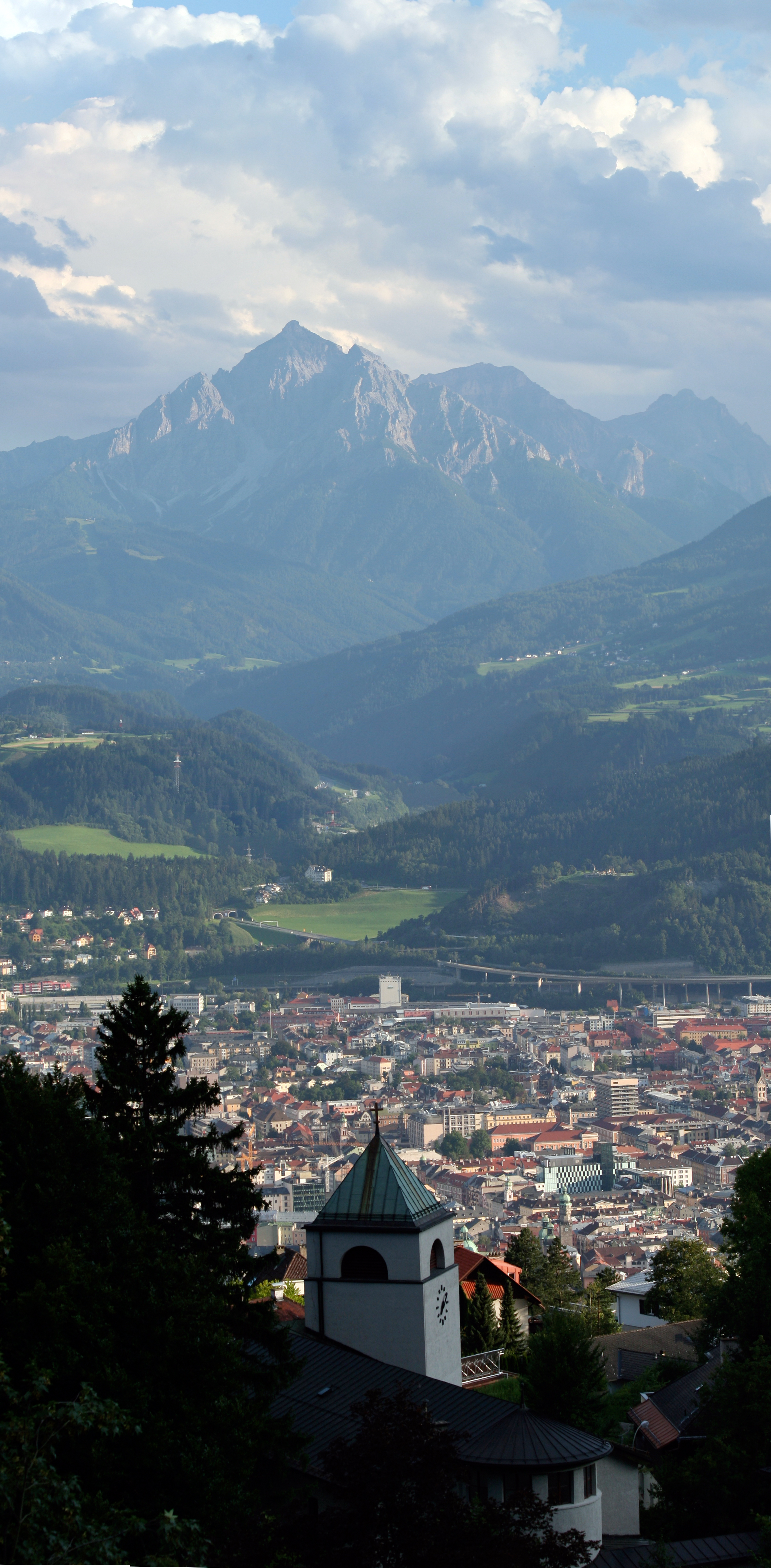
Toàn cảnh nhìn xuống với núi Serles ở phía xa.

Kết quả của cuộc bầu cử địa phương  năm 2018 là:
- Đảng Xanh Áo 24,16% (cánh tả)
- Đảng Tự do Áo 18,56% (cánh hữu)
- Für Innsbruck 16,15% (bảo thủ)
- Đảng Nhân dân Áo 12,17% (bảo thủ)
- Đảng Dân chủ Xã hội Áo 10,32% (cánh tả)
- NEOS - Diễn đàn Tân Áo và Tự do 4,73% (trung lập)
- Bürgerforum Tirol - Liste Fritz (FRITZ) 3,23%
- Gerechtes Innsbruck (Gerecht) 3,10%
- Tiroler Seniorenbund - Für Alt und Jung (TSB) 2,72%
- Alternative Liste Innsbruck (ALI) 2,38%

## Văn hóa

### Sự kiện văn hóa
Innsbruck là một địa điểm du lịch rất nổi tiếng, hàng năm tổ chức các sự kiện sau:
- Innsbrucker Tanzsommer
- Bergsilvester (Đêm giao thừa)
- Innsbrucker Festwochen der Alten Musik (Lễ hội âm nhạc sơ khai của Innsbruck)
- Christkindlmarkt (hội chợ Giáng sinh)

### Thể thao

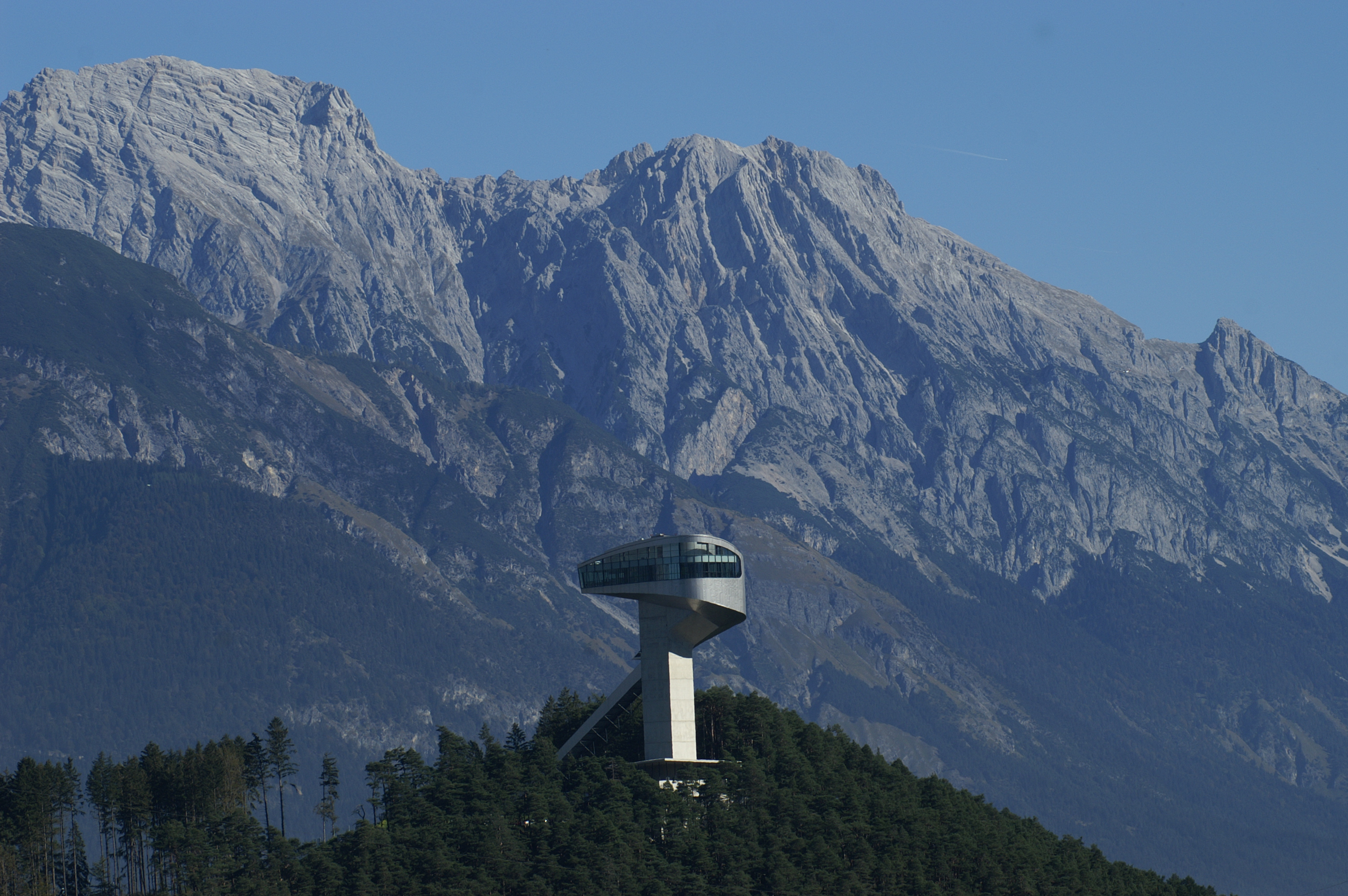
Địa điểm trượt tuyết nhảy xa Bergisel

Do nằm giữa những ngọn núi cao, Innsbruck là nơi lý tưởng để trượt tuyết, trượt tuyết nhảy xa vào mùa đông và leo núi vào mùa hè. Có một số khu nghỉ mát trượt tuyết xung quanh Innsbruck với Nordkette được phục vụ bằng cáp treo và thêm ghế nâng lên cao hơn. Các khu nghỉ dưỡng trượt tuyết khác gần đó bao gồm Axamer Lizum, Muttereralm, Patscherkofel, Igls, Seefeld, Tulfes và Thung lũng Stubaital. Địa hình băng giá ở đây giúp bạn có thể trượt tuyết ngay cả trong những tháng mùa hè.
Thế vận hội Olympic mùa đông được tổ chức ở Innsbruck hai lần, lần đầu tiên vào năm 1964 và sau đó một lần nữa vào năm 1976 khi các cử tri Colorado từ chối cuộc trưng cầu dân ý về trái phiếu vào năm 1972 để tài trợ cho Thế vận hội Denver, ban đầu được tổ chức vào năm 1970. Thế vận hội mùa đông 1976 là Thế vận hội cuối cùng được tổ chức ở vùng Alps nói tiếng Đức (Áo, Đức hoặc Thụy Sĩ).
Cùng với St. Moritz, Thụy Sĩ và Lake Placid, New York ở Hoa Kỳ, đây là một trong ba địa điểm đã hai lần tổ chức Thế vận hội mùa đông. Nó cũng đã tổ chức Paralympic Mùa đông 1984 và 1988.
Innsbruck đăng cai Thế vận hội Trẻ Mùa đông lần thứ nhất vào năm 2012.
Innsbruck cũng tổ chức một trong 4 cuộc thi trượt tuyết nhảy xa của 4 Hills Tournament hàng năm.
Các sự kiện đáng chú ý khác được tổ chức tại Innsbruck bao gồm Cuộc thi trượt ván Air & Style từ năm 1994 đến 1999 và 2008 và Giải vô địch thế giới khúc côn cầu trên băng vào năm 2005. Cùng với thành phố Seefeld, Innsbruck đã tổ chức Universiade Mùa đông vào năm 2005. Bergiselschanze của Innsbruck là một trong những ngọn đồi của 4 Hills Tournament nổi tiếng.
Innsbruck là sân nhà của câu lạc bộ bóng đá FC Wacker Innsbruck đang chơi ở Giải bóng đá hạng nhất quốc gia Áo kể từ mùa giải 2019–20. Các đội cũ bao gồm FC Swarovski Tirol và FC Tirol Innsbruck. Sân vận động của FC Wacker Innsbruck - Tivoli Neu là một trong tám sân vận động tổ chức Euro 2008 diễn ra tại Thụy Sĩ và Áo vào tháng 6 năm 2008.
Thành phố cũng đã tổ chức trận chung kết Bóng bầu dục Mỹ, Eurobowl XXII giữa Swarco Raiders Tirol và Raiffeisen Vikings Vienna.
Thành phố đã tổ chức các trận đấu mở màn trong Giải vô địch thế giới IFAF 2011, giải vô địch bóng bầu dục Mỹ quốc tế chính thức.
Năm 2018, Innsbruck tổ chức Giải vô địch thế giới môn Leo núi IFSC 2018 từ ngày 6 tháng 9 đến ngày 16 tháng 9 và Giải vô địch thế giới chạy đường trường UCI 2018 từ ngày 22 tháng 9 đến ngày 30 tháng 9.

### Ngôn ngữ
Innsbruck là một phần của vùng phương ngữ Áo-Bayern và cụ thể hơn là tiếng Nam Bayern (Südbairisch). Irina Windhaber, giáo sư ngôn ngữ học tại Đại học Innsbruck đã quan sát thấy xu hướng trong giới trẻ thường chọn các cấu trúc và cách phát âm tiếng Đức chuẩn hơn.

## Kinh tế và cơ sở hạ tầng
Innsbruck là một trung tâm du lịch lớn với hơn một triệu lượt khách lưu trú qua đêm.
Tại Innsbruck, có 86.186 nhân viên và khoảng 12.038 người sử dụng lao động. 7.598 người làm nghề tự do. Gần 35.000 người đến Innsbruck mỗi ngày từ các cộng đồng xung quanh trong khu vực. Tỷ lệ thất nghiệp trong năm 2012 là 4,2%.
Cơ quan thống kê quốc gia Statistik Áo không cung cấp dữ liệu kinh tế cho riêng thành phố Innsbruck mà ở mức tổng hợp với Quận Innsbruck-Land được tóm tắt là Innsbruck 3 khu vực NUTS. Năm 2013, GDP bình quân đầu người ở Innsbruck 3 khu vực NUTS là 41.400€, cao hơn khoảng 60% so với mức trung bình của EU.
Trụ sở chính của Tiroler Wasserkraft (Tiwag, sản xuất năng lượng), Bank für Tirol und Vorarlberg (dịch vụ tài chính), Tiroler Versicherung (bảo hiểm) và MED-EL (thiết bị y tế) được đặt tại Innsbruck. Các trụ sở chính của Swarovski (thủy tinh), Felder Group (cơ khí) và Swarco (công nghệ giao thông) đều nằm cách thành phố 20 km (12 mi).
Bất động sản nhà ở rất đắt theo tiêu chuẩn quốc gia. Giá trung bình cho mỗi mét vuông ở Innsbruck là 4,430€ (2015), đây là mức giá cao thứ hai tính trên mỗi mét vuông ở các thành phố của Áo chỉ xếp sau Salzburg (4,823€), xếp sau là Vienna (3,980 €).

## Giao thông vận tải

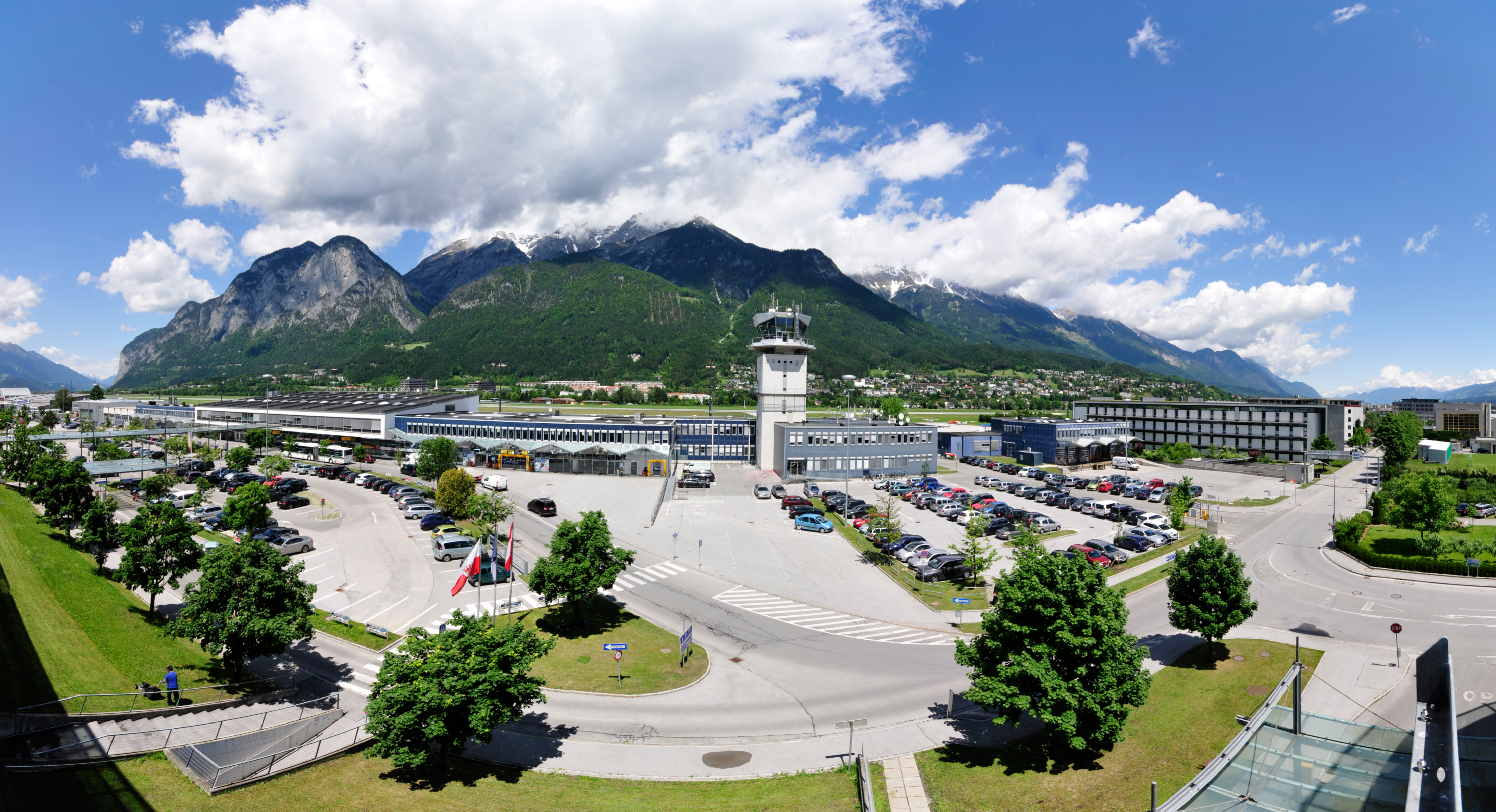
Sân bay Innsbruck

Innsbruck nằm dọc theo hành lang đường cao tốc A12/A13 (tương ứng là Inn Valley Autobahn và Brenner Autobahn) với các tuyến đường cao tốc đến Verona, Ý và München, Đức. A12 và A13 hội tụ gần Innsbruck, tại điểm A13 kết thúc.
Innsbruck Hauptbahnhof, nhà ga quan trọng nhất của Innsbruck và Tirol, là một trong những nhà ga nhôn nhịp nhất ở Áo. Nó được phục vụ bởi tuyến Thung lũng Hạ Inn tới Đức và miền đông Áo, tuyến Arlberg ở phía tây và tuyến Brenner nối miền bắc Ý với miền nam nước Đức qua đèo Brenner. Kể từ tháng 12 năm 2007, các dịch vụ ngoại ô đã được vận hành với tên gọi Innsbruck S-Bahn.
Sân bay Innsbruck nằm ở ngoại ô Kranebitten phía Tây thành phố. Nó cung cấp dịch vụ đến các sân bay như Frankfurt, London, Amsterdam và Vienna. Nó cũng xử lý các chuyến bay khu vực xung quanh dãy Alps cũng như các chuyến bay theo mùa đến các điểm đến khác. Trong mùa đông, hoạt động tăng lên đáng kể do số lượng người trượt tuyết đến khu vực này cao. Sân bay cách trung tâm Innsbruck khoảng 4 km (2,5 dặm).

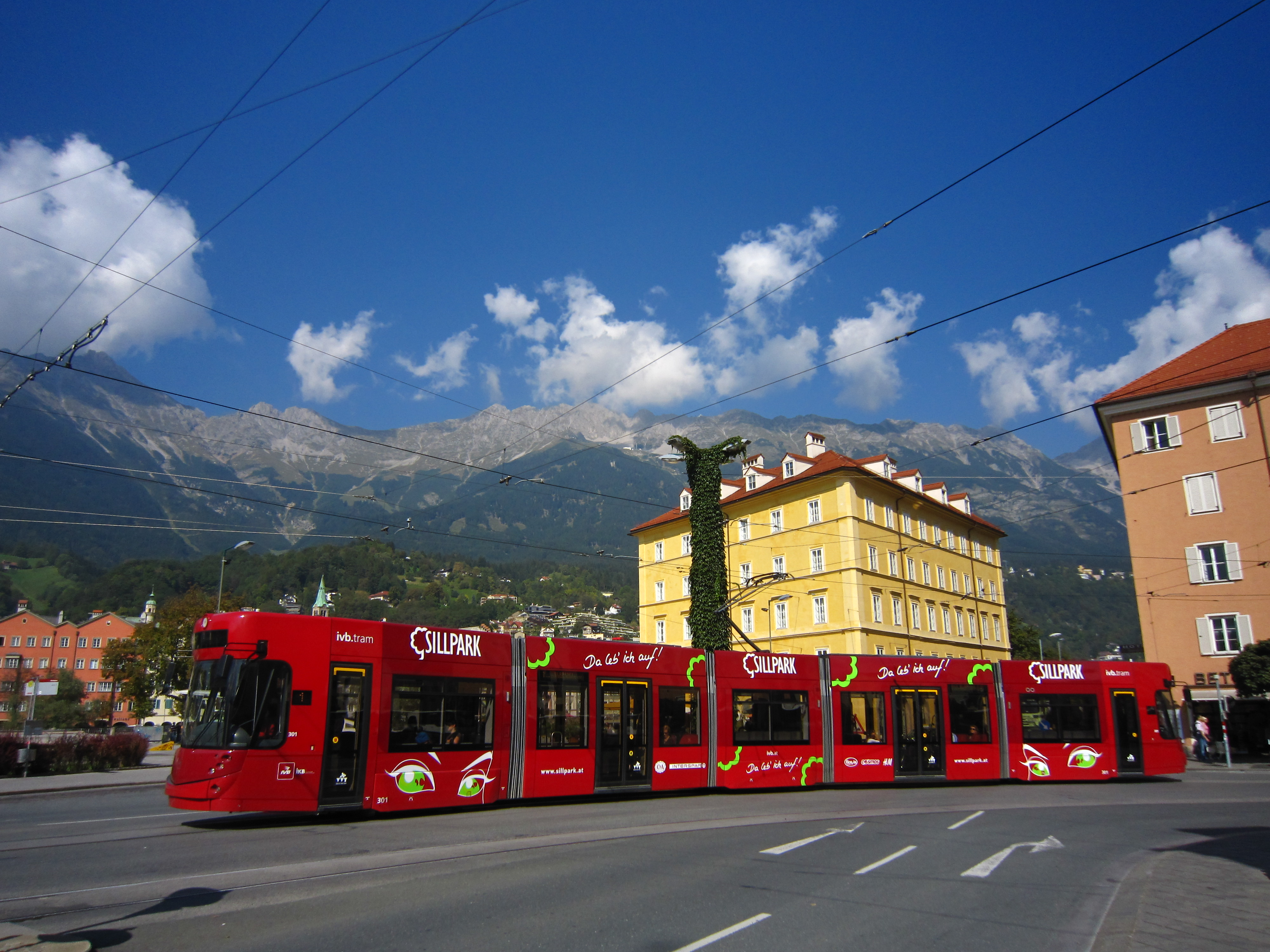
Trambahn ở Innsbruck

Giao thông công cộng địa phương được cung cấp bởi Innsbrucker Verkehrsbetriebe (IVB), một cơ quan nhà nước điều hành mạng lưới các tuyến xe buýt và xe điện. Mạng lưới xe điện khổ mét bao gồm bốn tuyến thành phố, 1, 2, 3, 5 và hai tuyến phục vụ khu vực xung quanh: tuyến 6, Innsbrucker Mittelgebirgsbahn đến Igls và tuyến STB, Stubaitalbahn chạy qua Thung lũng Stubaital đến Fulpmes. Mạng lưới này dự kiến sẽ được mở rộng trong những năm tới để tiếp cận làng Rum lân cận ở phía đông và Völs ở phía tây. Nhiều tuyến xe buýt nội thành và kết nối với các khu vực lân cận. Cho đến năm 2007, mạng lưới xe buýt có hai tuyến nhưng chúng đã bị bỏ dở để chuẩn bị cho kế hoạch mở rộng mạng lưới xe điện.
Vào tháng 12 năm 2007, Hungerburgbahn, một tuyến đường sắt leo núi đến quận Hungerburg đã được mở lại sau hai năm đóng cửa để xây dựng lại trên diện rộng với việc sắp xếp lại một phần và một phần mở rộng mới qua sông Inn và vào trung tâm Innsbruck. Tuyến đường sắt này cũng được trang bị các phương tiện mới. Do thiết kế độc đáo của các nhà ga do kiến trúc sư nổi tiếng Zaha Hadid phác thảo, đường sắt leo núi ngay lập tức phát triển thành một biểu tượng mới của thành phố. Tuyến này được xây dựng lại bởi công ty Leitner của Ý và hiện có thể chở tới 1.200 người mỗi giờ. Nó được điều hành bởi một công ty tư nhân, 'Innsbrucker Nordkettenbahnen'.

## Giáo dục
Innsbruck có một số trường cao đẳng và đại học tại địa phương.
Innsbruck là nơi có trường trung học (Gymnasium) lâu đời nhất Tây Áo, "Akademisches Gymnasium Innsbruck". Trường được thành lập năm 1562 thuộc Dòng Tên và là tiền thân của trường đại học được thành lập sau đó vào năm 1669.
Innsbruck có một số trường đại học. Nổi tiếng nhất là Đại học Innsbruck (Leopold-Franzens-Universität), Đại học Y khoa Innsbruck và trường đại học khoa học ứng dụng Trung tâm Quản lý MCI Innsbruck.

## Tổ chức
Trụ sở quốc tế của Làng trẻ em SOS, một trong những tổ chức từ thiện lớn nhất thế giới, được đặt tại Innsbruck.
Tổ chức phi chính phủ hoạt động quốc tế Áo được thành lập tại Innsbruck vào năm 1992 bởi Andreas Maislinger và Andreas Hörtnagl. Văn phòng trung tâm của nó được đặt tại Hutterweg, Innsbruck.
Innsbruck có hai trường đại học, Leopold-Franzens-Universität Innsbruck và Đại học Y Innsbruck. Đại học Y khoa Innsbruck có một trong những phòng khám chấn thương trượt tuyết hàng đầu ở Châu Âu.
Trụ sở quốc tế của MED-EL, một trong những nhà sản xuất ốc tai điện tử lớn nhất được đặt tại Innsbruck.
Bộ mô phỏng bộ đồ vũ trụ Aouda.X đang được phát triển bởi OeWF ở Innsbruck. Ngoài ra, Trung tâm Hỗ trợ Sứ mệnh cho nhiều sứ mệnh tương tự của OeWF Mars được đặt tại thành phố. MSC này đã sử dụng thời gian trì hoãn liên lạc với Trại Weyprecht ở sa mạc gần Erfoud, Maroc cho chuyến thám hiểm MARS2013 vào tháng 2 năm 2013.

## Cư dân tiêu biểu

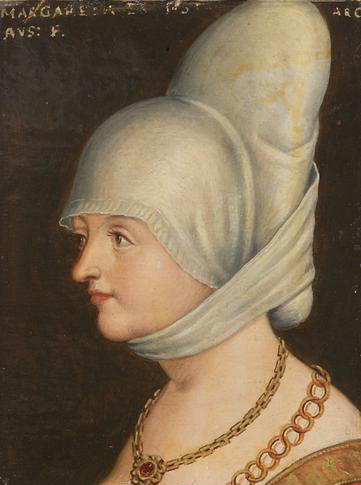
Margaretha von Habsburg

Anna xứ Tirol

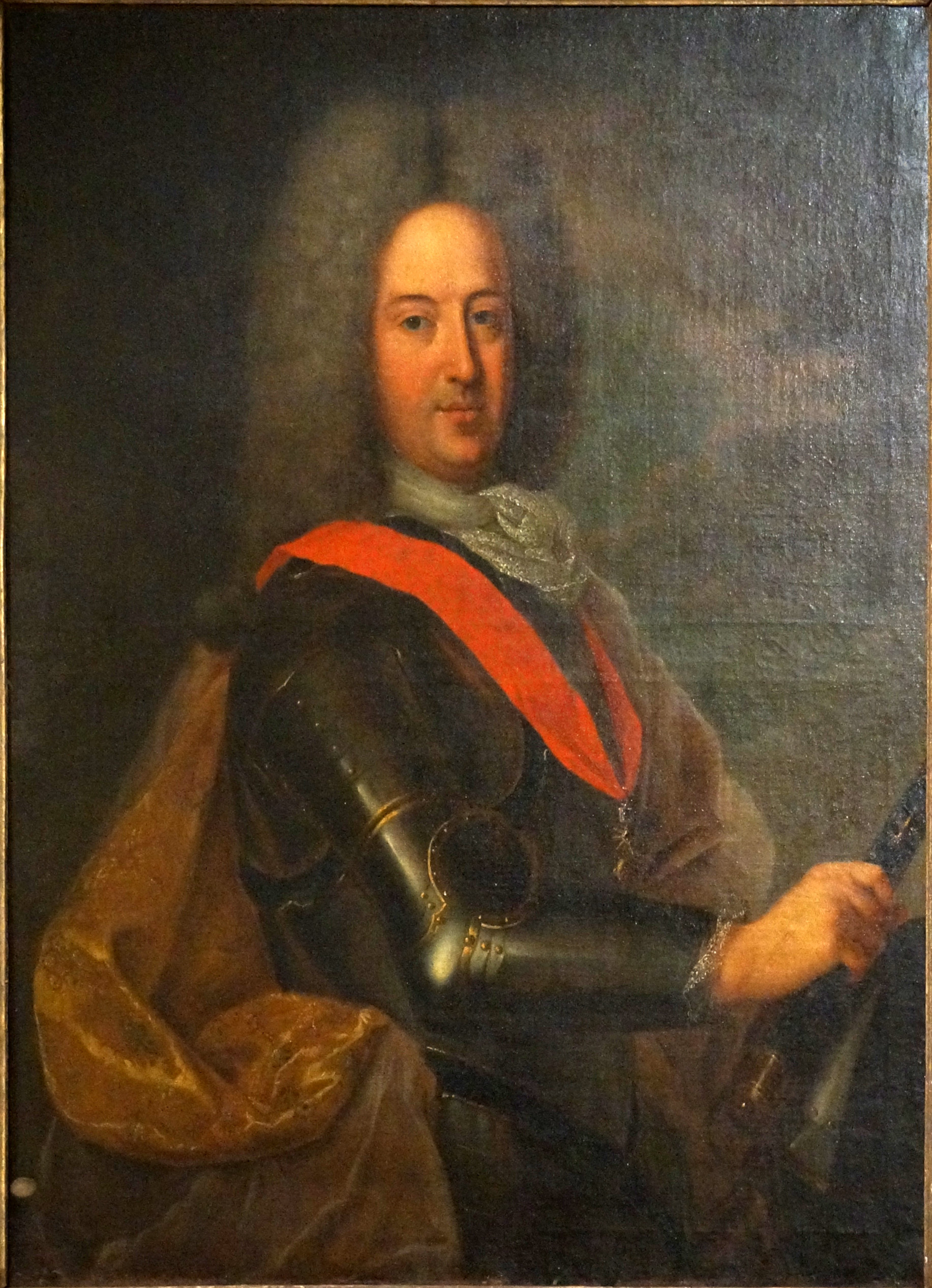
Léopold, Công tước Lorraine

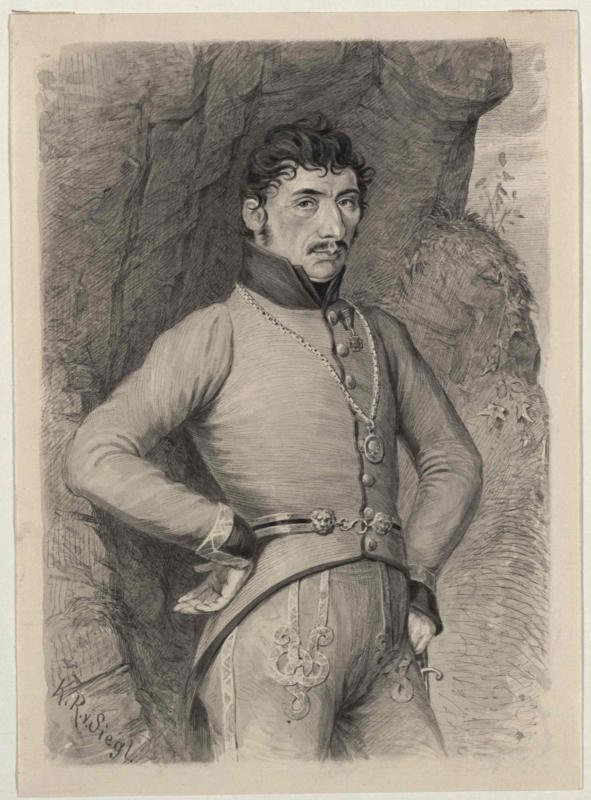
Josef Speckbacher, 1891

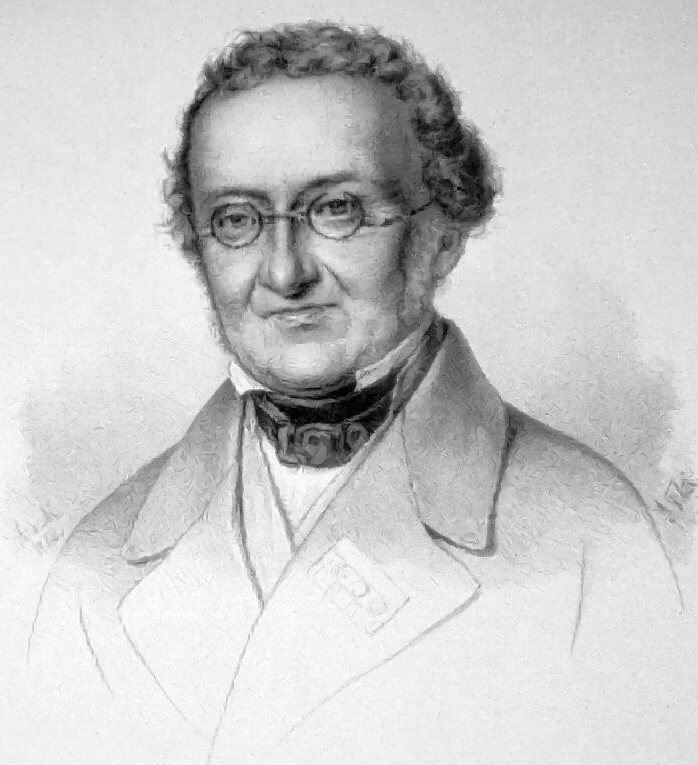
Josef von Hormayr, 1850

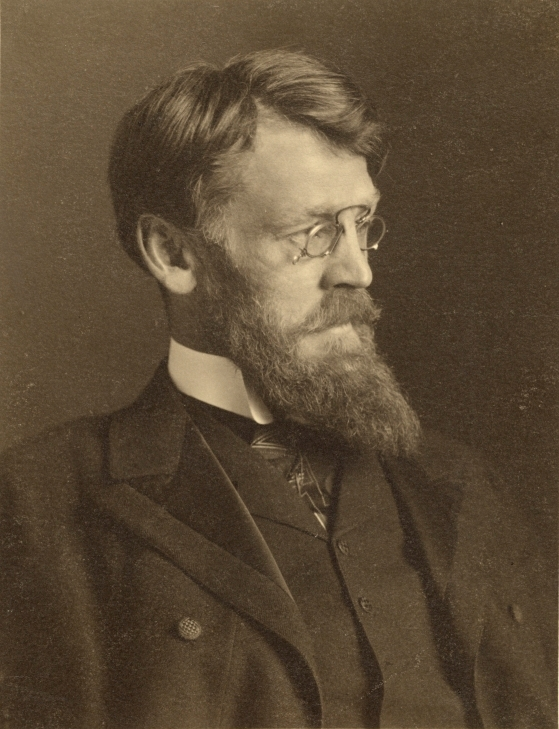
Karl Schönherr

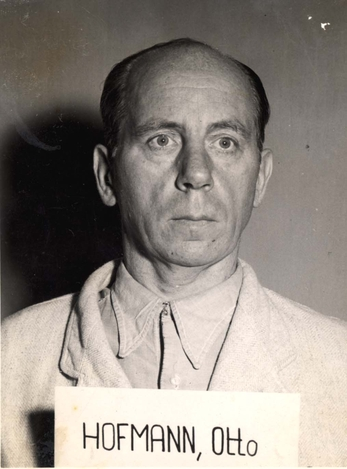
Otto Hofmann, 1945

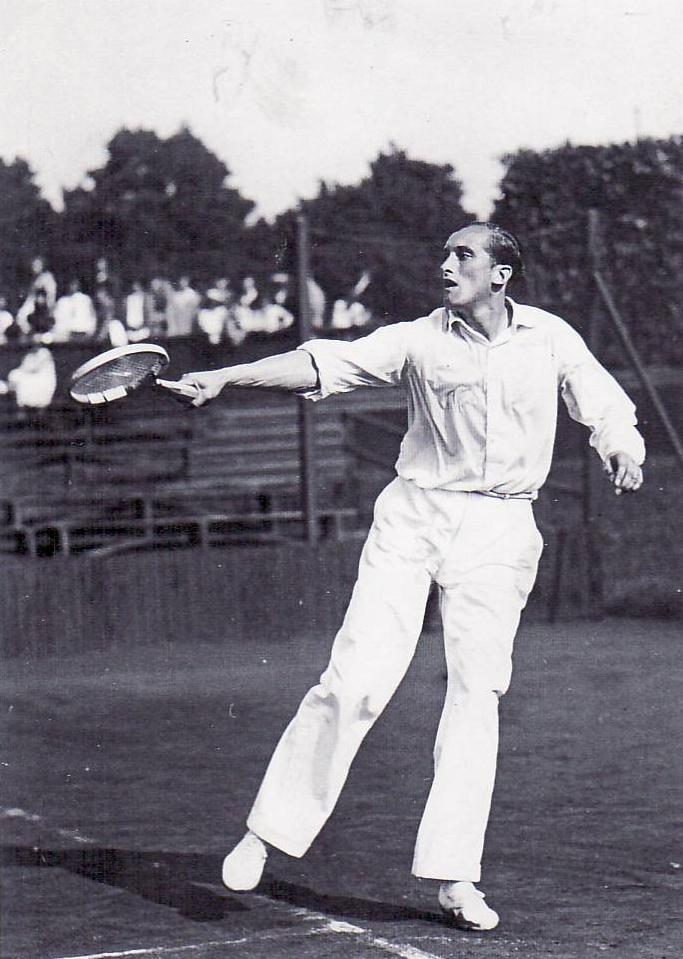
Roderich Menzel, 1934

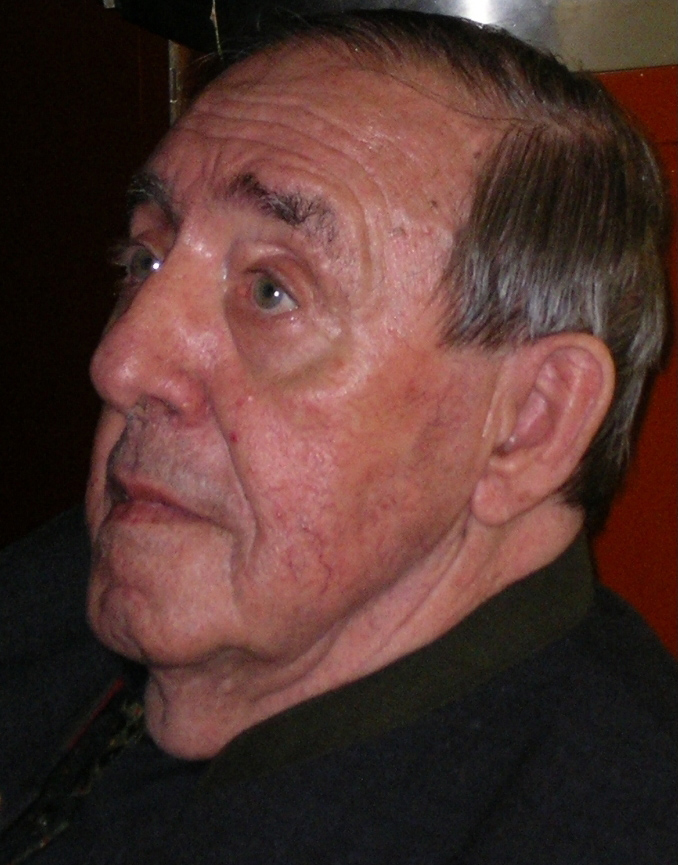
Otmar Suitner, 2007

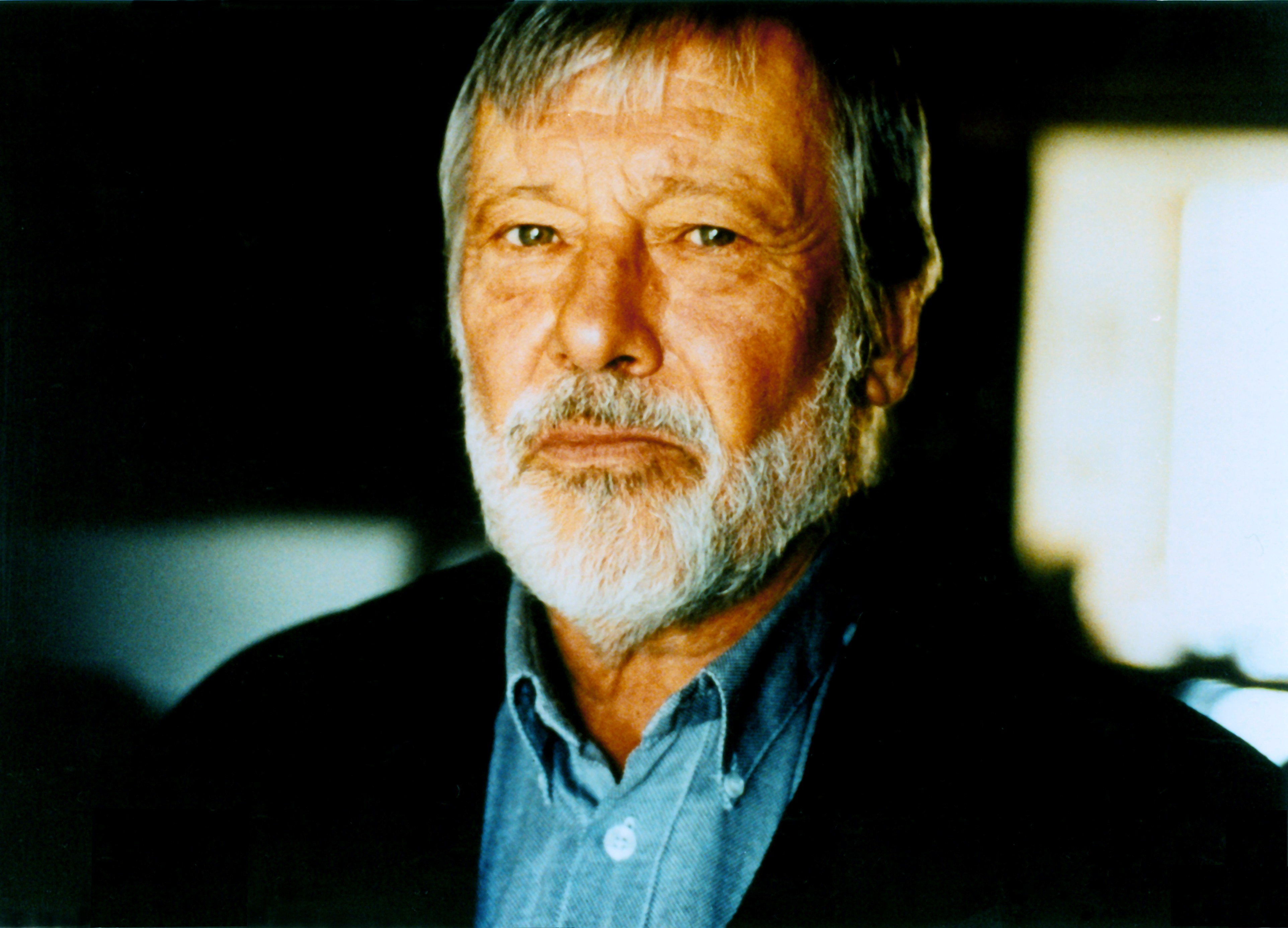
Dietmar Schönherr, 2006

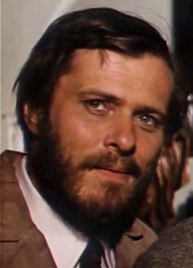
William Berger, 1967

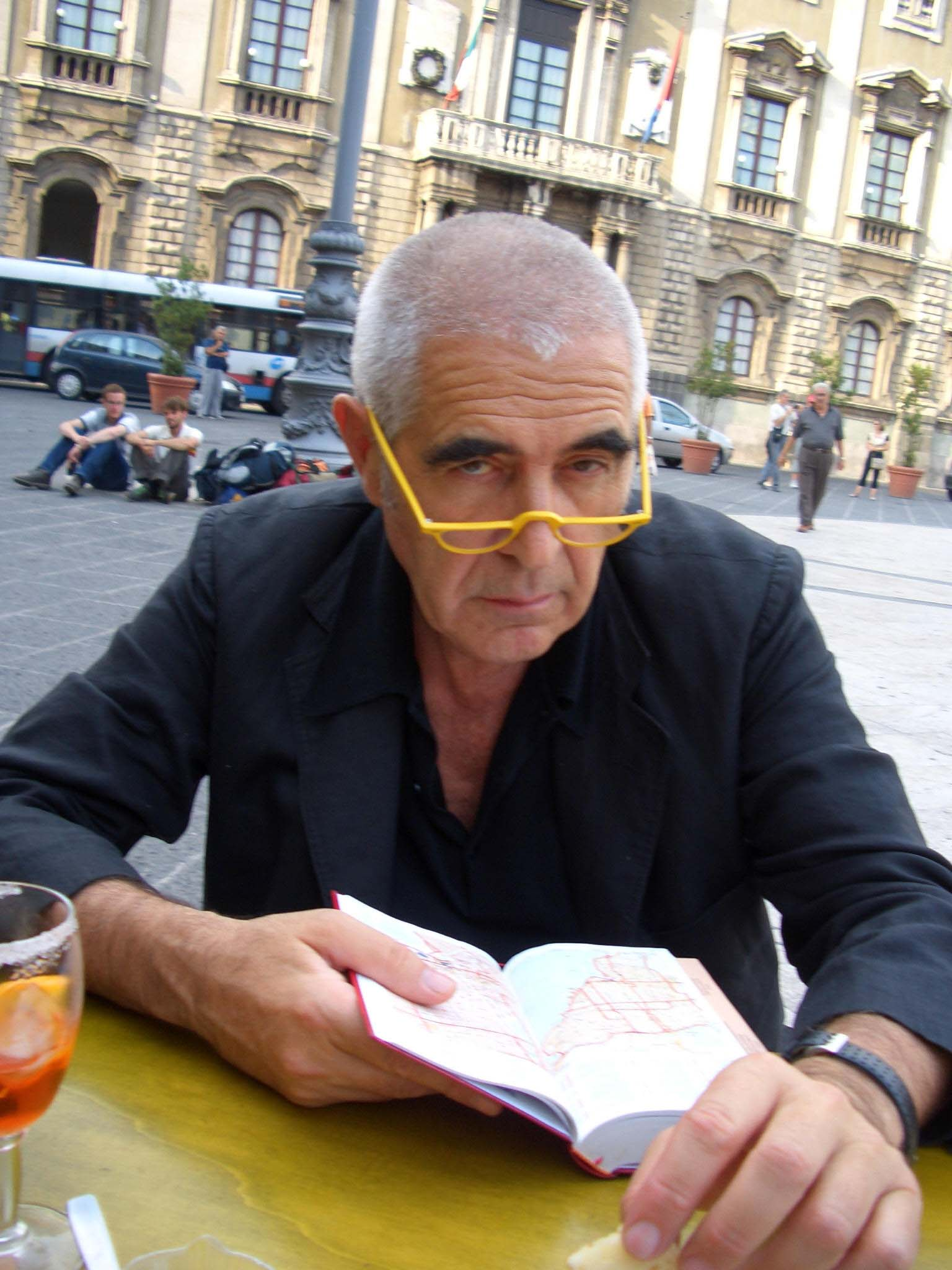
Peter Noever, 2005

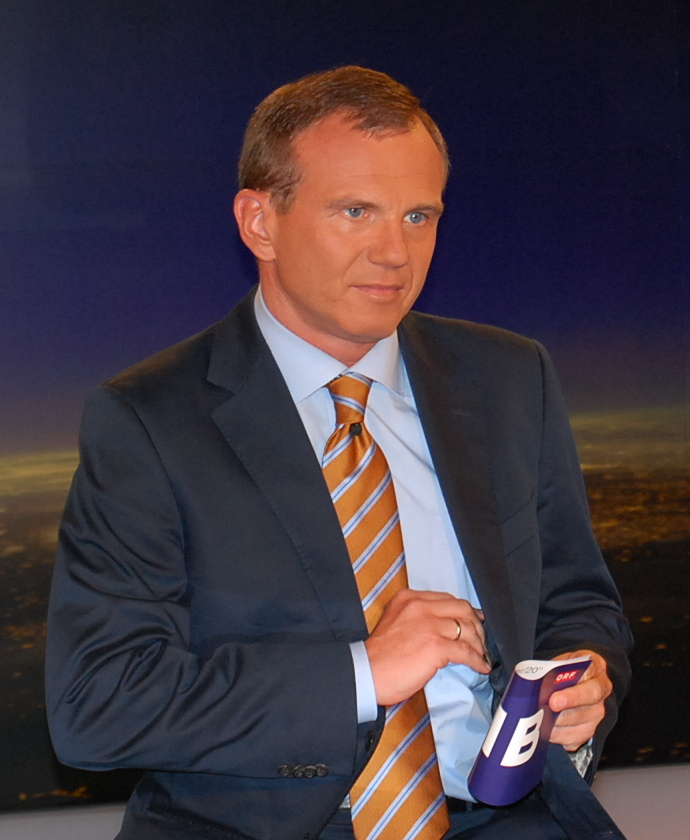
Armin Wolf, 2008

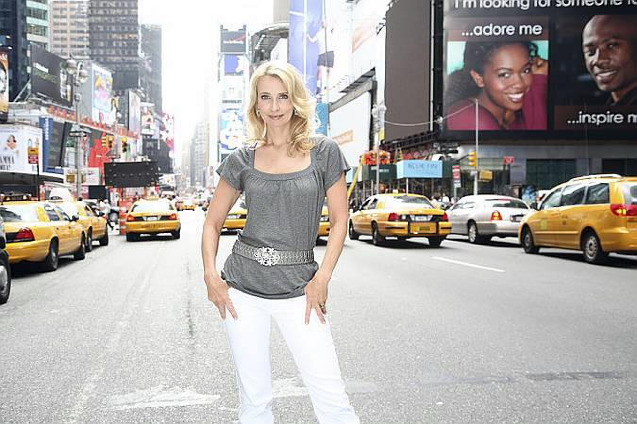
Eva Lind, 2007

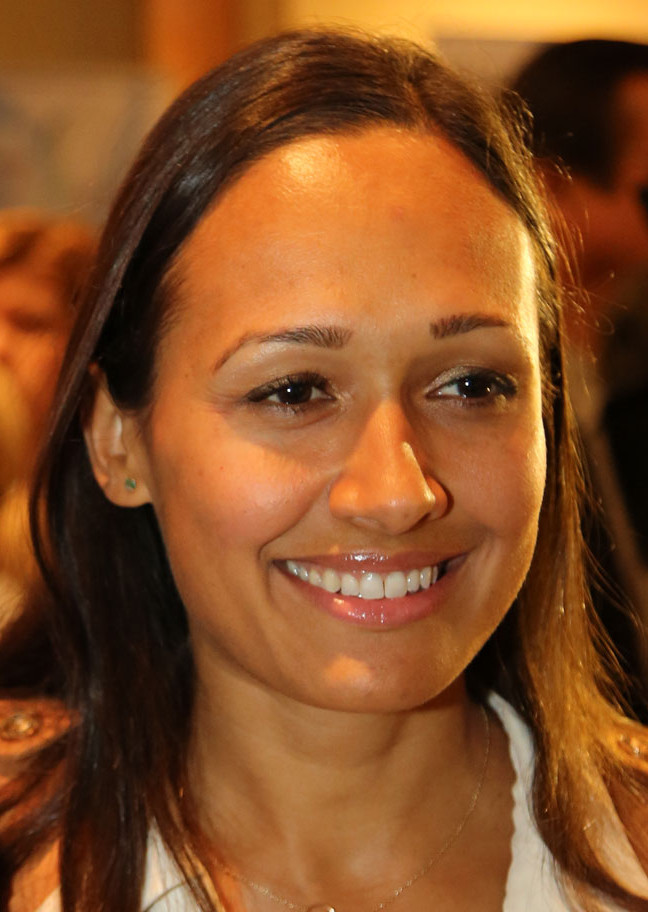
Alice Tumler, 2015

### Thời cổ đại đến năm 1600
- Friedrich III của Thánh chế La Mã (1415 - 1493), Hoàng đế La Mã Thần thánh từ năm 1452 cho đến khi qua đời, hoàng đế đầu tiên của Gia tộc Habsburg.
- Margaretha của Áo, Nữ Tuyển hầu tước Sachsen (khoảng 1416–1486), thành viên của Gia tộc Habsburg, là Nữ Tuyển hầu tước Sachsen từ 1431-1464 bởi cuộc hôn nhân của cô với Tuyển hầu tước nhà Wettin, Friedrich II. Cô là em gái của Hoàng đế Friedrich III.
- Siegmund, Đại công tước Áo (1427–1496), Đại công tước của Gia tộc Habsburg của Áo và là người cai trị Tirol từ 1446 đến 1490
- Elisabeth xứ Brandenburg (1510 - 1558) công chúa của Vương tộc Hohenzollern và Phiên hầu tước Brandenburg
- Antoine Perrenot de Granvelle (1517 - 1586), Comte de La Baume Saint Amour, chính khách người Bourgogne, được phong làm hồng y, người đã theo cha làm tể tướng của Tây Ban Nha Habsburg
- Caterina của Áo, Nữ hoàng Ba Lan (1533 - 1572), một trong mười lăm người con của Ferdinand I của Thánh chế La Mã và Anna của Bohemia và Hungary
- Jacob Regnart (1540 - 1599) Nhà soạn nhạc người Vlaams thời Phục hưng của cả âm nhạc thiêng liêng và âm nhạc thế tục
- Adam Tanner (1572–1632), giáo sư toán học và triết học Dòng Tên. Miệng núi lửa Tannerus trên mặt trăng được đặt theo tên của ông
- Anna xứ Tirol (1585–1618), sinh ra là Nữ Đại công tước Áo và là thành viên của nhánh Tirol của Gia tộc Habsburg và là Nữ hoàng của Thánh chế La Mã thông qua hôn nhân
- William Young (mất năm 1662) Người chơi đàn vi-ô-lông người Anh và nhà soạn nhạc thời Baroque, người từng làm việc tại triều đình của Ferdinand Karl, Đại công tước Áo ở Innsbruck

### 1600 đến 1700
- Johann Paul Schor (1615–1674), nghệ sĩ, được biết đến ở Rome với cái tên "Giovanni Paolo Tedesco"
- Nữ Đại công tước Isabella Clara của Áo (1629–1685), sinh ra là Nữ Đại công tước Áo với tư cách là thành viên của nhánh Tirol của Gia tộc Habsburg
- Sigismund Franz, Đại công tước Áo (1630–1665), người cai trị Ngoại Áo bao gồm cả Tirol
- Maria Leopoldine của Áo - Tirol (1632–1649), sinh ra là Nữ Đại công tước Áo và là thành viên của nhánh Tirol của Gia tộc Habsburg và kết hôn với người phối ngẫu thứ hai của người anh họ đầu tiên của cô ấy, Hoàng đế La Mã Thần thánh Ferdinand III
- Nữ Đại công tước Claudia Felizitas của Áo (1653–1676), sinh ra là Nữ Đại công tước Áo và  là Nữ hoàng của Thánh chế La Mã thông qua hôn nhân và là người vợ thứ hai của Leopold I
- Ferdinand Johann Adam von Pernau, Bá tước Rosenau (1660 - 1731) là một nhà điểu học người Áo.
- Leopold, Công tước Lothringen Leopold (1679 - 1729), hiệu là Người Tốt, là Công tước Lothringen và Bar từ năm 1690
- Michael Ignaz Mildorfer (1690–1747), họa sĩ, chủ yếu vẽ các tác phẩm chủ đề tôn giáo

### 1700 đến 1850
- Josef Ignaz Mildorfer (1719–1775), họa sĩ vẽ bích họa
- Franz Edmund Weirotter (1733–1771), họa sĩ, người soạn thảo và nhà khắc họa chủ yếu về phong cảnh và cảnh hàng hải
- Johann Nepomuk von Laicharting (1754–1797), nhà côn trùng học và Giáo sư Khoa học Tự nhiên (Naturgeschichte) ở Innsbruck
- Ignaz Anton von Indermauer (1759–1796), nhà quý tộc bị sát hại trong một cuộc nổi dậy của nông dân
- Josef Speckbacher (1767 - 1820) nhân vật hàng đầu trong cuộc nổi dậy của người Tirol chống lại Napoléon
- Joseph Hormayr, Baron zu Hortenburg (1781 / 2–1848), chính khách và sử gia ở Áo và Đức
- Wilibald Swibert Joseph Gottlieb von Besser (1784–1842), nhà thực vật học người Áo chủ yếu làm việc ở miền tây Ukraina
- Hermann von Gilm (1812–1864) luật sư và nhà thơ
- Vinzenz Maria Gredler (sinh năm 1823 tại Telfs - 1912) một giáo sĩ người Dominica, nhà cổ điển, nhà thần học triết học và nhà tự nhiên học.
- Georg Mader (1824 - 1881) một họa sĩ người Áo.
- Philipp Sarlay (1826 - 1908) trưởng văn phòng điện báo, nhà tiên phong về công nghệ và khoa học
- Leopold Pfaundler (1839–1920), nhà vật lý và hóa học, được nhớ đến với lý thuyết động học của chất khí
- Ignatius Klotz (1843–1911), nông dân và chính trị gia người Mỹ ở Wisconsin
- Georg Luger (1849 - 1923) một nhà thiết kế người Áo nổi tiếng về súng lục Luger

### 1850 đến 1880
- Edgar Meyer (1853–1925), họa sĩ, tự xây lâu đài và tham gia chính trị
- Oswald Redlich (1858, ở Innsbruck - 1944) nhà sử học và lưu trữ; lĩnh vực khoa học bổ trợ của lịch sử
- Heinrich Schenkl (1859 tại Innsbruck - 1919) nhà ngữ văn cổ điển, con trai của nhà ngữ văn cổ điển Karl Schenkl
- Karl Schönherr (1867 - 1943) Nhà văn Áo viết về chủ đề Heimat (gia đình) người Áo.
- Erwin Payr (1871–1946), bác sĩ phẫu thuật, Hội chứng ruột kích thích hoặc "bệnh Payr" được đặt theo tên của anh ấy
- Meinhard von Pfellowler (1872–1947), bác sĩ nhi khoa, quan tâm đến các khía cạnh nội tạng của bệnh
- Arnold Durig (1872 - 1961) nhà sinh lý học người Áo, điều tra sinh vật ở trên cao
- Heinrich Taaffe, Tử tước Taaffe thứ 12 (1872–1928), địa chủ, giữ các tước hiệu cha truyền con nối từ Áo và Ireland cho đến năm 1919 khi ông mất cả hai

### 1880 đến 1900
- Mimi Gstöttner-Auer (1886–1977) Nữ diễn viên sân khấu và điện ảnh người Áo
- Clemens Holzmeister (1886–1983), kiến trúc sư và nhà thiết kế sân khấu
- Raoul Stojsavljevic (sinh năm 1887 ở Innsbruck - 1930) phi công Ách trong Thế chiến thứ nhất
- Erwin Faber (1891–1989), nam diễn viên chính ở München và Đức, vào cuối những năm 1970, anh biểu diễn tại Nhà hát Residenz
- Diana Budisavljević (1891–1978), nhà nhân đạo đã dẫn đầu một nỗ lực cứu trợ lớn ở Nam Tư trong Thế chiến thứ hai
- Otto Hofmann (1896–1982), giám đốc SS-Obergruppenführer "Văn phòng chính về đua xe và dàn xếp" của Đức Quốc xã, bị kết án 25 năm tù vì tội ác chiến tranh năm 1948 và được ân xá năm 1954
- Igo Sym (1896–1941), diễn viên người Ba Lan gốc Áo và cộng tác với Đức Quốc xã
- Chân phước Jakob Gapp (1897 - 1943) Linh mục Công giáo Rôma và một Người theo đạo Đức Bà.
- Otto E. Neugebauer (1899–1990) nhà toán học người Mỹ gốc Áo và sử gia khoa học

### 1900 đến 1918
- Carl-Heinz Schroth (1902–1989), diễn viên và đạo diễn phim, xuất hiện trong 60 bộ phim 1931-1989
- Hady Pfeiffer (1906–2002), người Áo, sau này là vận động viên trượt tuyết núi cao người Đức, đã thi đấu trong Thế vận hội Mùa đông 1936
- Bruno de Finetti (1906–1985), nhà xác suất  người Ý, nhà thống kê và định phí bảo hiểm, được chú ý nhờ các quan niệm về xác suất
- Roderich Menzel (1907–1987), vận động viên quần vợt nghiệp dư và sau sự nghiệp hoạt động của mình, là một tác giả
- Lotte Scheimpflug (1908–?), Vận động viên trượt băng nằm ngửa người Áo và sau đó là người Ý, thi đấu từ những năm 1920 đến những năm 1950
- Robert Bernardis (1908 ở Innsbruck - 1944) chiến sĩ kháng chiến, một phần trong nỗ lực giết Adolf Hitler trong Âm mưu 20 tháng 7 năm 1944.
- Karl Gruber (1909 - 1995) một chính trị gia và nhà ngoại giao người Áo
- Gustav Lantschner (1910–2011), vận động viên trượt tuyết núi cao trở thành diễn viên, thi đấu trong Thế vận hội Mùa đông 1936
- Anton Malloth (1912 - 2002) một quản giáo trong trại tập trung Theresienstadt.
- Erich Eliskases (1913–1997), kiện tướng cờ vua của những năm 1930 và 1940, đại diện cho Áo, Đức và Argentina
- Heinrich C. Berann (1915–1999) cha đẻ của bản đồ toàn cảnh hiện đại, sinh ra trong một gia đình họa sĩ và nhà điêu khắc
- Peter Demant (1918 tại Innsbruck - 2006) một nhà văn và nhân vật của công chúng Nga.

### 1918 đến 1930
- Constanze Manziarly (1920-1945) đầu bếp / chuyên gia dinh dưỡng cho Adolf Hitler cho đến những ngày cuối cùng ở Berlin năm 1945
- Nữ diễn viên Judith Holzmeister (1920–2008), kết hôn với nam diễn viên Curd Jürgens 1947–1955
- Reinhold Stecher (1921–2013) giám mục của Giáo hội Công giáo La Mã. Giám mục của Giáo phận Innsbruck 1980 đến 1997.
- Otmar Suitner (1922–2010) nhạc trưởng, người đã dành phần lớn sự nghiệp chuyên nghiệp của mình ở Đông Đức, Nhạc trưởng chính của Staatskapelle Dresden từ 1960 đến 1964
- Meinhard Michael Moser (1924 - 2002) nhà nấm học và phân loại, hóa học và độc tính của nấm mang Agaricales
- Hermann Buhl (1924–1957) người leo núi, được coi là một trong những người leo núi giỏi nhất mọi thời đại
- Egon Schöpf (sinh năm 1925) vận động viên trượt tuyết núi cao, đã thi đấu tại 1948 và Thế vận hội Mùa đông năm 1952
- Dietmar Schönherr (1926–2014) một diễn viên điện ảnh người Áo
- Ilse von Alpenheim (sinh năm 1927) nghệ sĩ piano
- Dagmar Rom (sinh năm 1928) một cựu vận động viên trượt tuyết trên núi cao, đã giành được hai huy chương vàng tại 1950 World Championships
- Walter Steinegger (sinh năm 1928) cựu vận động viên trượt tuyết nhảy xa đã thi đấu tại Thế vận hội mùa đông 1952
- William Berger (diễn viên) (sinh năm 1928 tại Innsbruck - 1993) là một diễn viên người Mỹ gốc Áo
- Giáo sư Tiến sĩ Christian Schwarz-Schilling (sinh năm 1930 tại Innsbruck) một chính trị gia, doanh nhân, nhà từ thiện và nhà đổi mới truyền thông và viễn thông người Đức.

### 1930 đến 1955
- Vương công Johannes Heinrich nhà Sachsen-Coburg-Koháry (1931 ở Innsbruck - 2010), vương công nhà Sachsen-Coburg-Koháry
- Erich Urbanner (sinh năm 1936 tại Innsbruck) nhà soạn nhạc và giáo viên người Áo.
- Fritz Dinkhauser (sinh năm 1940) chính trị gia, vận động viên ném búa và vận động viên điền kinh tại Thế vận hội mùa đông năm 1968
- Marcello Spatafora (sinh năm 1941), nhà ngoại giao Ý, cựu Đại diện thường trực của Ý tại Liên hợp quốc
- Klaus Riedle (sinh năm 1941 tại Innsbruck) nhà khoa học kỹ thuật điện người Đức, đã đóng góp vào việc phát triển các tuabin khí hiệu quả hơn để phát điện
- Peter Noever (sinh năm 1941 tại Innsbruck) nhà thiết kế và người phụ trách – nói chung về nghệ thuật, kiến trúc và truyền thông
- Gerhard Pfanzelter (sinh năm 1943 tại Innsbruck) nhà ngoại giao lỗi lạc người Áo.
- Christian Berger (sinh năm 1945) nhà quay phim người Áo
- Radu Malfatti (sinh năm 1946), nhạc công chơi trombone và nhà soạn nhạc
- GS Herbert Lochs, MD (1946 - 2015) bác sĩ và nhà khoa học y khoa nổi tiếng người Đức và Áo
- Arnold Schwarzenegger (sinh năm 1947) Diễn viên, nhà làm phim và chính trị gia người Mỹ gốc Áo
- Helga Anders (1948 - 1986) Nữ diễn viên truyền hình người Áo.
- Gert Elsässer (sinh năm 1949), vận động viên trượt băng nằm sấp đã thi đấu vào đầu những năm 1980
- Peter Zoller (sinh tại Innsbruck 1952) nhà vật lý lý thuyết và Giáo sư tại Đại học Innsbruck
- Andreas Maislinger (sinh năm 1955) Nhà sử học người Áo và là người sáng lập Lễ truy điệu Holocaust Áo
- Gabriele Sima (1955–2016), ca sĩ opera

### 1955 đến nay
- Wolfgang Scheffler (sinh năm 1956), nhà phát minh/quảng bá các món ăn lớn, linh hoạt, phản chiếu hình parabol tập trung ánh sáng mặt trời để nấu ăn và lò hỏa táng sử dụng năng lượng mặt trời đầu tiên trên thế giới
- Gabriele Fontana (sinh năm 1958 tại Innsbruck) một giọng opera nữ cao người Áo.
- Franz Marx (sinh năm 1963), đô vật thể thao, đủ điều kiện tham dự Thế vận hội Olympic mùa hè ở Barcelona
- Christian Spielmann (sinh năm 1963), nhà vật lý học và là giáo sư tại Đại học Jena
- Thomas Larcher (sinh năm 1963 tại Innsbruck) một nhà soạn nhạc và nghệ sĩ dương cầm người Áo.
- Markus Prock (sinh năm 1964), vận động viên trượt băng nằm ngửa thi đấu từ năm 1983 đến 2002
- Armin Wolf (sinh năm 1966), nhà báo và người dẫn chương trình truyền hình
- Eva Lind (sinh năm 1966), giọng nữ cao opera
- Gabriel Kuhn (sinh năm 1972), nhà văn và dịch giả chính trị ở Thụy Điển
- Aleksandar Marković (sinh năm 1975) nhạc trưởng người Serbia, chỉ huy chính của Nhà hát Opera Tirol
- Barbara Schett (sinh năm 1976) vận động viên thể thao và quần vợt người Áo
- René Benko (sinh năm 1977), nhà đầu tư bất động sản và là người sáng lập Signa Holding
- Alice Tumler (sinh năm 1978), người dẫn chương trình truyền hình
- Georg Neuhauser (sinh năm 1982), ca sĩ của ban nhạc Serenity [29] [circular reference]
- Manu Delago (sinh năm 1984), nghệ sĩ chơi Hang, nghệ sĩ bộ gõ và nhà soạn nhạc tại London
- Fritz Dopfer (sinh năm 1987) Tay đua trượt tuyết núi cao World Cup, chuyên về slalom và slalom khổng lồ
- David Lama (1990–2019) Người leo núi và leo núi.
- Amira El Sayed (sinh năm 1991 tại Innsbruck), một nữ diễn viên và tác giả người Áo gốc Ai Cập
- Nathan Trent (sinh năm 1992) một ca sĩ người Áo, đại diện cho Áo trong Eurovision Song Contest 2017
- Susanna Kurzthaler (sinh năm 1995), vận động viên biath
- Vanessa Herzog (sinh năm 1995), vận động viên trượt băng tốc độ
- Victoria Swarovski (sinh năm 1994 tại Innsbruck), Ca sĩ, Người dẫn chương trình truyền hình Let's Dance Germany, Người thừa kế tỷ phú của đế chế Swarovski

## International relations

### Twin towns and sister cities
- Freiburg im Breisgau ở Baden-Württemberg, Đức (từ năm 1963)
- Grenoble ở Isère, Auvergne-Rhône-Alpes, Pháp (từ năm 1963)[30]
- Sarajevo ở Bosna và Hercegovina (từ năm 1980)[31]
- Aalborg ở Đan Mạch (từ năm 1982)[32][33]
- Tbilisi ở Gruzia (từ năm 1982)[34]
- Ōmachi ở Nhật Bản,  (từ năm 1985)[35]
- New Orleans ở Louisiana, Hoa Kỳ (từ năm 1995)

### Đối tác
- Kraków ở Małopolskie, Ba Lan   (từ năm 1998) [36]

### Dịch vụ Áo ở nước ngoài
Dịch vụ Áo ở nước ngoài là một tổ chức phi chính phủ, cung cấp các vị trí cho một dịch vụ quốc gia khác của Áo tại 85 tổ chức ở 35 quốc gia trên toàn thế giới trong các lĩnh vực Lễ Truy điệu Holocaust, Dịch vụ xã hội và Dịch vụ hòa bình. Nó được thành lập bởi Andreas Maislinger và Andreas Hörtnagl vào năm 1998 và có trụ sở tại Innsbruck.